# Erdöl

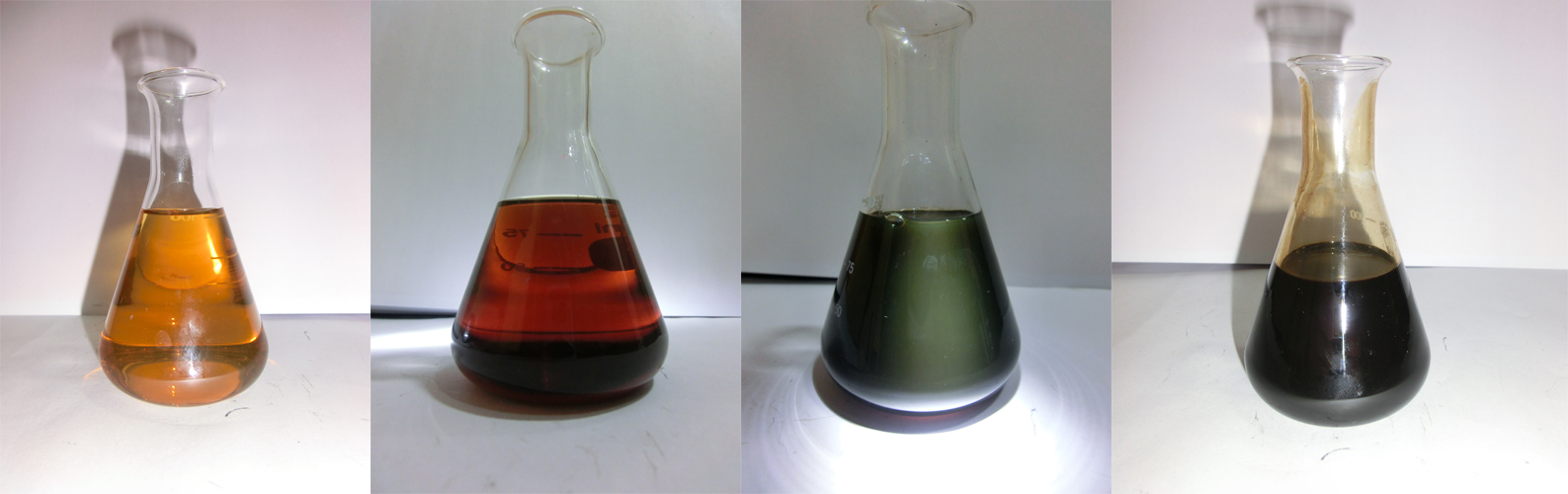
Proben verschiedener Rohöle aus dem Kaukasus, dem Mittleren Osten, der Arabischen Halbinsel und Frankreich

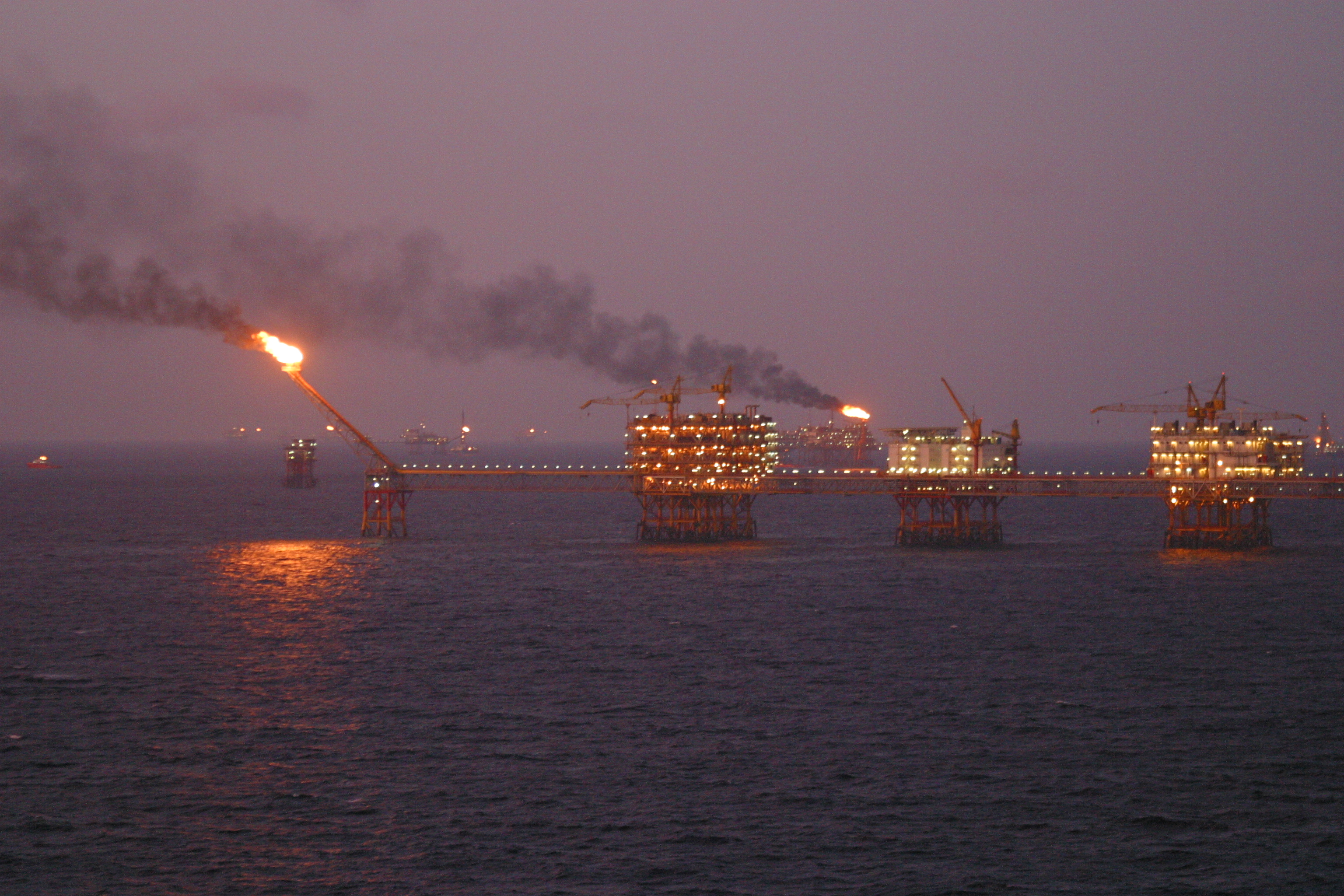
Erdölförderung vor der vietnamesischen Küste

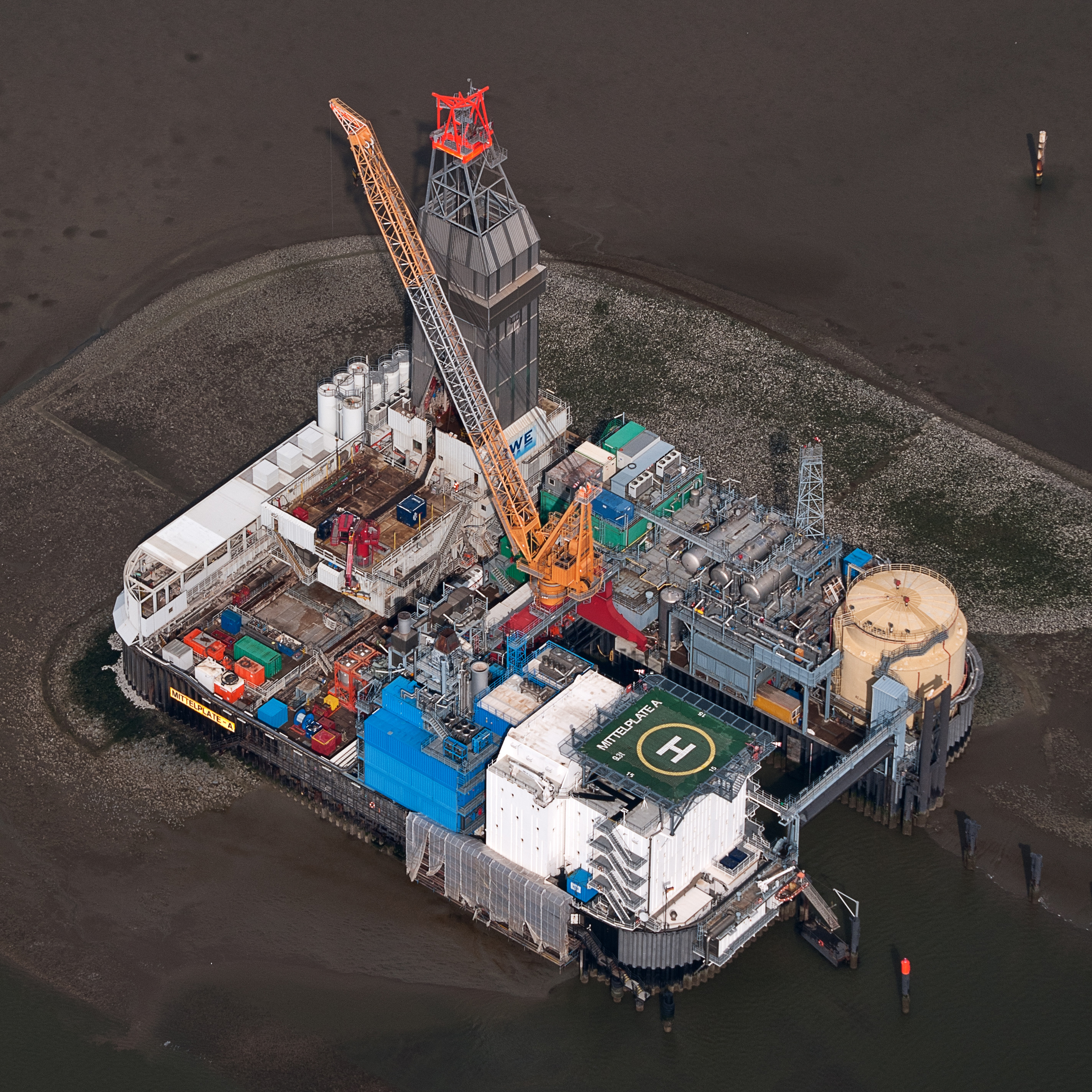
Einzige deutsche Bohrplattform Mittelplate im Wattenmeer der Nordsee

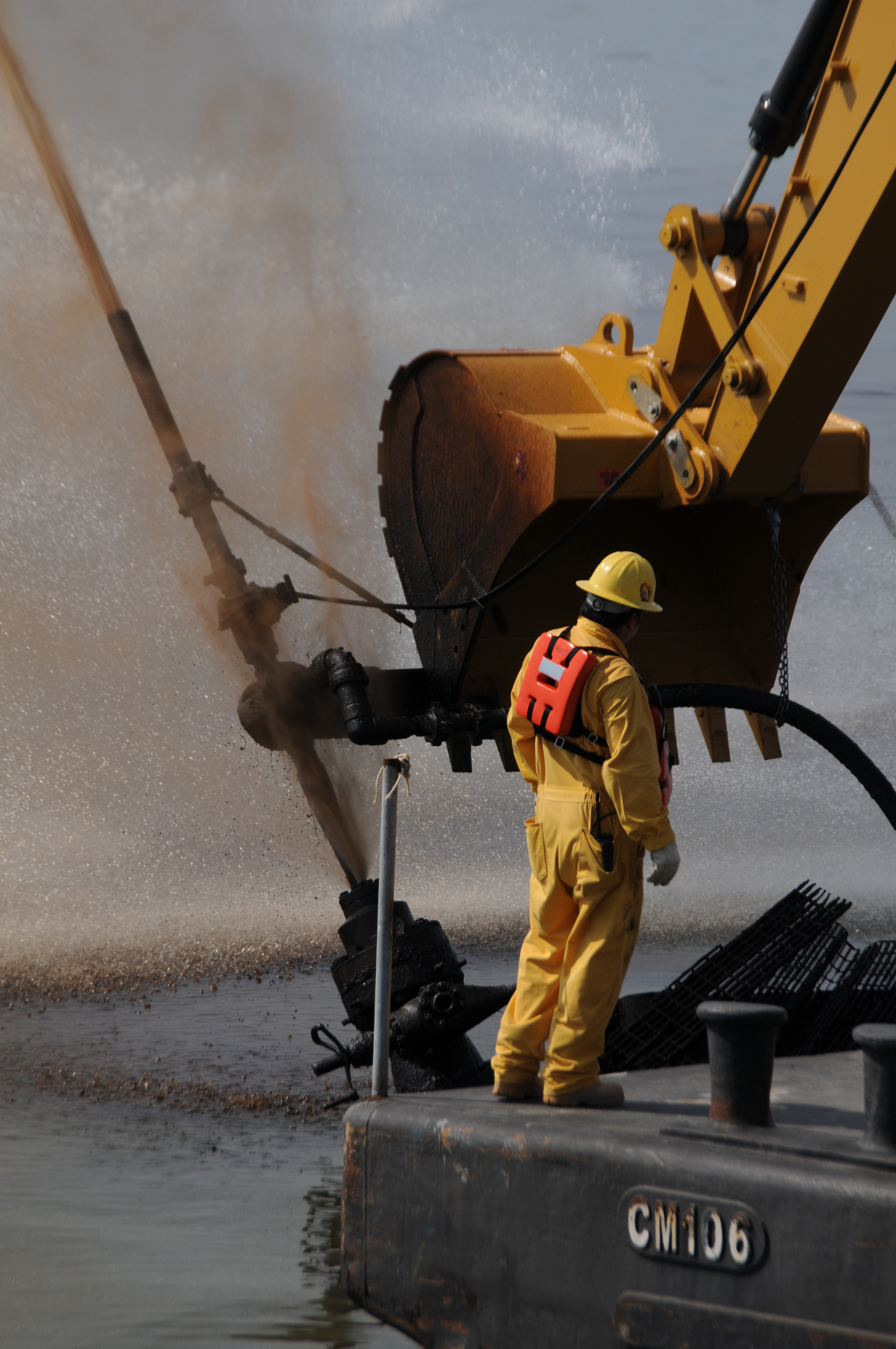
Verschließen eines durch Schiffskollision beschädigten erdölspeienden Förderkopfs

Erdöl ist ein natürlich in der oberen Erdkruste vorkommendes, gelbliches bis schwarzes, hauptsächlich aus Kohlenwasserstoffen bestehendes Stoffgemisch, das durch Umwandlungsprozesse organischer Stoffe entstanden ist. Das als Rohstoff bei der Förderung aus einer Lagerstätte gewonnene und noch unbehandelte Erdöl wird auch als Rohöl bezeichnet (englisch Crude Oil).
Schon im Alten Orient unter anderem als Brennstoff verwendet, ist Erdöl spätestens seit der ersten Hälfte des 20. Jahrhunderts einer der wichtigsten Rohstoffe der Industriegesellschaft. Er ist nicht nur der wichtigste fossile Energieträger, sondern der bedeutendste Energierohstoff überhaupt. Durch Trenn- und Konversionsverfahren wird Erdöl in eine Vielzahl von Zwischenerzeugnissen überführt, die als Basis für die Herstellung von Treibstoffen und als Rohstoffe für die Industrie dienen. Zu letztgenannten gehören vor allem Ausgangsstoffe für zahlreiche Produkte der chemischen Industrie, wie Kunststoffe, Lacke, Farben und Medikamente. Man nennt das Erdöl (wegen seiner enormen wirtschaftlichen Bedeutung) „Schwarzes Gold“. Zwei politisch bedingte Ölpreiskrisen haben die Weltwirtschaft erheblich beeinflusst. Hingegen ist während anderweitig bedingter Weltwirtschaftskrisen (zum Beispiel Große Rezession, COVID-19-Pandemie) der Ölpreis zeitweilig stark gefallen.
Allein in den Jahren von 2000 bis 2009 wurden weltweit etwa 242 Milliarden Barrel – ein Barrel entspricht 159 Litern – gefördert. BP hat den Tagesverbrauch 2016 mit 96,6 Millionen Barrel (über 15,4 Milliarden Liter) beziffert, 1,6 Prozent mehr als 2015.
Ölkonzerne wie BP gehören zu den größten Wirtschaftsunternehmen weltweit. Unfälle bei der Förderung, zum Beispiel der Brand der Bohrinsel Deepwater Horizon im Jahr 2010, oder beim Transport, zum Beispiel die Havarie des Tankers Exxon Valdez 1989, verursachten Umweltkatastrophen. Die Förderung und insbesondere Verbrennung von Erdöl setzen Treibhausgase frei, die als Hauptursache der globalen Erwärmung gelten. Erdöltransportwege wie die Erdölleitung Freundschaft und deren Bewirtschaftung können Gegenstand zwischenstaatlicher Energiestreitigkeiten, aber auch Basis von weitreichenden Wirtschaftsentwicklungen sein. Die Ölpreise sind wichtige Indikatoren für die Wirtschaftsentwicklung.
Als fossiler Energieträger ist Erdöl eine endliche Ressource. Unter dem Stichwort globales Ölfördermaximum (engl. auch peak oil genannt) wird eine Erschöpfung der weltweiten wirtschaftlich ausbeutbaren Vorräte diskutiert. 1974 prognostizierte Marion King Hubbert, das weltweite Maximum würde bei gleichbleibenden Bedingungen 1995 erreicht. Allerdings haben sich mit dem über die vergangenen Jahrzehnte im Mittel angestiegenen Ölpreis, der Verbesserung der Fördertechnik und der Entwicklung neuer Fördermethoden die Bedingungen gegenüber den 1970er Jahren deutlich geändert. Hubberts Prognose, die sich überdies ausschließlich auf konventionelle Öllagerstätten bezog, wurde deshalb immer wieder nach hinten korrigiert.

## Historisches

### Wortherkunft
Die Babylonier bezeichneten Erdöl mit dem Wort naptu (von nabatu ‚leuchten‘). Dieser Ausdruck deutet darauf hin, dass Erdöl schon früh zu Beleuchtungszwecken diente. Im antiken Griechenland war Erdöl – vermutlich über den Umweg des Persischen aus dem babylonischen naptu abgeleitet – unter den Namen naphtha (νάφθα) und naphthas (νάφθας) bekannt, die in der Bezeichnung Naphtha für Rohbenzin gegenwärtig noch Bestand haben. Geläufig war aber auch die Bezeichnung als „Öl Medeas“ (Μηδείας ἔλαιον Medeias elaion). Letztgenannter Name geht vermutlich darauf zurück, dass man annahm, es sei von Medea für ihre Zaubereien verwendet worden, vor allem bei ihrer Rache an Jason.
Als Steinöl, Bergöl, Bergfett oder Peteröle „und in den apotheken petroleum und oleum petrae“ oder auch „St.-Katharinenöl“ war Erdöl schon im späten Mittelalter in Europa bekannt. Das Wort Petroleum oder Petrolium, spätestens ab dem 15. Jahrhundert im Frühneuhochdeutschen nachgewiesen, ist eine lateinische Zusammensetzung aus altgriechisch πέτρα petra „Fels, Gestein“ oder πέτρος petros „Stein“ und oleum für „Öl“, bedeutet zu Deutsch also „Fels-“ oder „Steinöl“. Dies geht darauf zurück, dass die Alten Römer in Ägypten in einem Gebirgszug am Golf von Suez beobachteten, wie Erdöl aus dem dort anstehenden Nubischen Sandstein austrat. Vom Petroleum stammten auch die einst im Deutschen üblichen Bezeichnungen Bergöl und Peteröl. Ab dem 18. Jahrhundert setzte sich zunehmend die heutige Bezeichnung Erdöl durch, und das Wort Petroleum wurde ab dem 19. Jahrhundert im Deutschen zunehmend für eines seiner Destillationsprodukte (siehe unten) verwendet.

### Historische Verwendung und Förderung

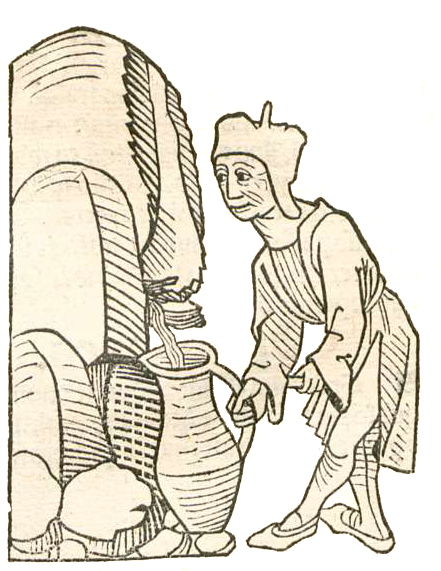
Abbildung aus dem Kapitel Petroleum im Hortus sanitatis (einem der „Mainzer Kräuterbücher“) aus dem Jahr 1491

Erdöl ist bereits seit einigen Tausend Jahren bekannt. Da es eine relativ geringe Dichte besitzt (0,8–0,9 kg/l oder Tonnen/m³), die noch unter der von Wasser liegt, kann es beim Fehlen einer nach oben abdichtenden Gesteinsschicht aus größeren Tiefen im Poren- und Kluftraum von Sedimentgesteinen bis zur Erdoberfläche aufsteigen (in Deutschland zum Beispiel bei Hänigsen zwischen Hannover und Braunschweig). Dort wandelt sich das normalerweise relativ dünnflüssige Öl durch die Reaktion mit Sauerstoff und den Verlust leicht flüchtiger Bestandteile in eine teerartige Substanz, sogenanntes Bitumen oder Asphalt, um.
Diese Substanz war schon vor 12.000 Jahren im vorderen Orient bekannt. Die Menschen verwendeten sie unter anderem im Schiffbau zum Kalfatern: durch Vermischen des Bitumens mit Sand, Schilf und anderen Materialien entstand eine Masse, mit der die Ritzen zwischen den hölzernen Schiffsplanken abgedichtet werden konnten. Dies hat auch Eingang in die biblischen Legenden gefunden. Die Babylonier nutzten Bitumen („Erdpech“) unter anderem als Bindemittel im Haus- und Straßenbau. Bitumen war im Babylonischen Reich so allgegenwärtig, dass Hammurapi ihm einige Kapitel in seinem Gesetzeswerk aus dem 18. Jh. v. Chr. widmete. Dies ist die erste nachweisbare staatliche Regulierung von Erdöl.
An der Erdoberfläche natürlich austretendes Erdöl wird auch von den Schriftstellern der klassischen Antike, Herodot und Plinius dem Älteren, erwähnt. Die römische Armee nutzte Erdöl möglicherweise als Schmierstoff für Achsen und Räder. Im frühmittelalterlichen Byzantinischen Reich wurde vermutlich aus Erdöl der Brennstoff für eine als „griechisches Feuer“ bezeichnete Vorform des Flammenwerfers hergestellt.
In der vorindustriellen Neuzeit Europas wurde Erdöl bei der „zubereitung von heilmitteln, salben u.s.w.“, im Gartenbau zur Bekämpfung von Schädlingen und ferner „zur herstellung von feuerwerk“ und als Lampenöl verwendet. Zur Erhöhung der „geschoszwirkung“ wurden Gewehrkugeln vor dem Einführen in den Lauf zusammen mit Kampfer in ein mit dünnflüssigem Erdöl getränktes Tuch gewickelt. Speziell therapeutische Verwendung fanden unter anderem Öle aus lombardischen Rohölquellen, wie z. B. aus dem „Pechbrunnen“ am Monte Zibio bei Modena, aus Pechelbronn im Elsass (vgl. Pechelbronner Schichten) sowie oberbayerisches „Petroleum“, das von Tegernseer Benediktinern als „Heiliges Quirin-Öl“ (benannt nach Quirinus von Tegernsee) verkauft wurde.
Johann Jakob Lerche, ein deutsch-russischer Naturforscher, beobachtete Mitte der 1730er Jahre eine blühende Erdölwirtschaft mit systematischer Erdölförderung im damals persischen Baku.

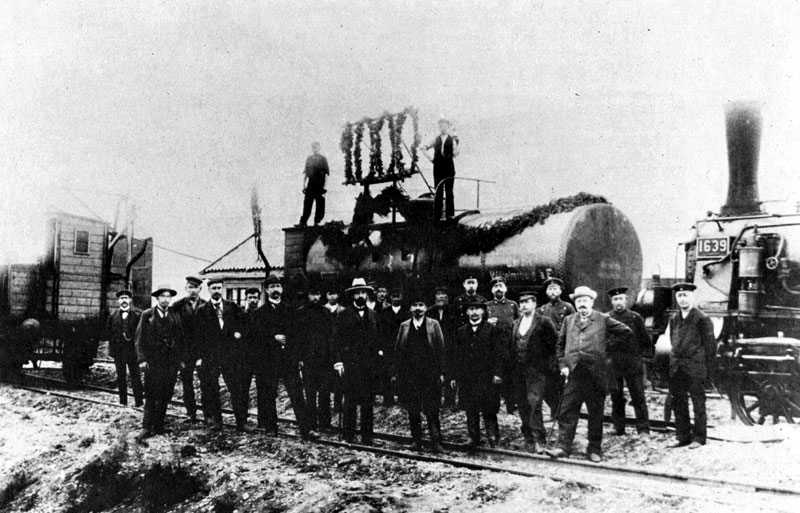
Feier anlässlich des 1000. mit Rohöl abgefüllten Kesselwagens in Wietze im Jahr 1906

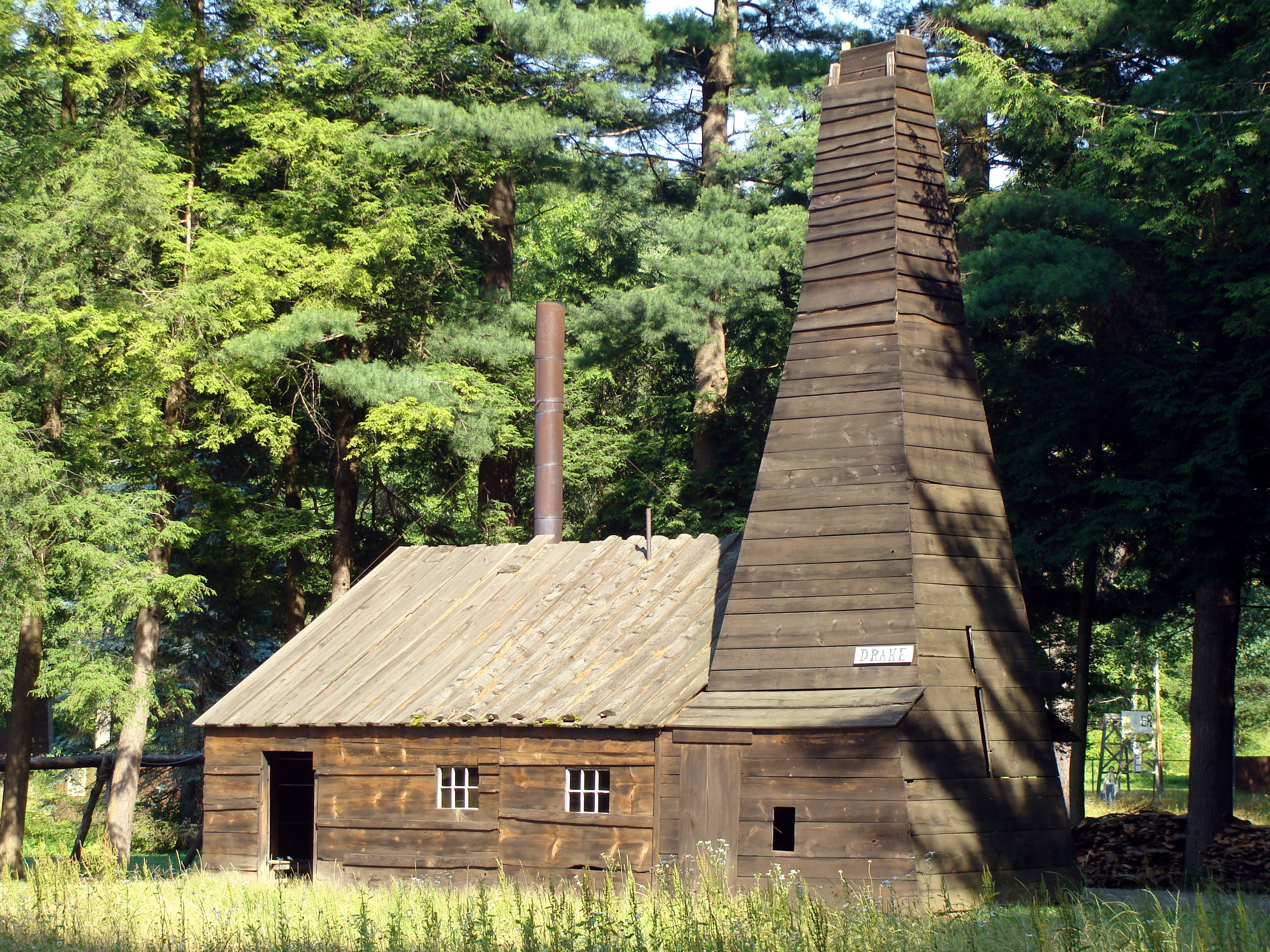
Nachbildung der Drake’schen Bohrstelle im Drake Well Museum in Titusville

Im Zuge der industriellen Revolution wuchs in Europa die Nachfrage nach Leucht-, Brenn- und Schmierstoffen, und der Stellenwert von Erdöl als preiswerte Alternative zu Pflanzenölen und Tierfetten wuchs. Im galizischen Vorland der Karpaten, seinerzeit zum Kaisertum Österreich gehörig, gewannen bei Truskawez Josef Hecker aus Prag sowie Johann Mitis in den 1810er Jahren „Bergöhl“ aus Schächten. Es gelang ihnen auch, daraus ein leicht brennbares Lampenöl („Naphtha“) zu destillieren, und der Prager Magistrat beschloss 1816 sogar, die ganze Stadt damit zu beleuchten, was aber an den zu geringen galizischen Förderkapazitäten scheiterte. Abraham Schreiner stellte um 1853 in Borysław Versuche mit Ozokerit, einem stark aliphatischen, asphaltenarmen abgereicherten Erdöl, in einem Kessel an und gewann ein klares Destillat, worauf er sich mit dem Apotheker Ignacy Łukasiewicz in Lemberg und den Pharmazeuten Jan Zeh in Verbindung setzte. Deren Zusammenarbeit war zugleich der Beginn der kontinuierlich betriebenen Erdölförderung im heute polnisch-ukrainischen Vorland der Ostkarpaten. Ein frühes Zentrum der späteren industriellen Erdölförderung im Untertagebau entwickelte sich weiter westlich bei Bóbrka 10 km südwestlich von Krosno (→ Museum der Öl- und Gasindustrie Bóbrka).
Als Meilenstein für die moderne petrochemische Industrie gilt das Patent, das 1855 dem kanadischen Arzt und Geologen Abraham P. Gesner in den USA auf sein Herstellungsverfahren für Petroleum aus Ölschiefer oder Erdöl erteilt wurde. Die Herstellung von Petroleum als Leuchtmittel blieb bis zum Aufstreben der Automobilindustrie in den ersten Jahrzehnten des 20. Jahrhunderts der Hauptzweck der Erdölförderung.
Als Folge von Gesners Entdeckung begann in der zweiten Hälfte des 19. Jahrhunderts die systematische großtechnische Ausbeutung von Erdöllagerstätten. Man wusste zwar bereits, dass bei einigen Tiefbohrungen nach Sole für die Salzgewinnung Erdöl in die Bohrlöcher eingesickert war, aber gezielt nach Erdöl gebohrt hatte bis dahin noch niemand. Die ersten Ölbohrungen in Deutschland wurden im März 1856 in Dithmarschen von Ludwig Meyn und ab 1858 bei Wietze in Niedersachsen (nördlich von Hannover) durchgeführt. Die nach dem Leiter der Bohrarbeiten benannte Hunäus-Bohrung bei Wietze wurde am 1. Juli 1859 in einer Teufe von 35 m fündig und gilt damit als die erste erfolgreich niedergebrachte Erdölbohrung weltweit. Aus einer Teufe von ca. 50 m wurden gegen 1910 mit 2000 Bohrtürmen etwa 80 % des deutschen Erdölbedarfs gefördert. In Wietze befindet sich heute das Deutsche Erdölmuseum.
Weltberühmt wurde die Ölbohrung, die Edwin L. Drake im Jahr 1859 am Oil Creek in Titusville, Pennsylvania niederbrachte. Drake bohrte im Auftrag des amerikanischen Industriellen George H. Bissell und stieß nach mehreren Monaten ergebnislosen Bohrens am 27. August in nur 21 m Tiefe auf eine ergiebige Öllagerstätte. „Dieser Sonntag Nachmittag an den Ufern des Oil Creek bei Titusville lieferte den Funken, der die Erdölindustrie in die Zukunft katapultierte.“ Während sich die Gegend am Oil Creek infolge dieses Fundes rasch zu einer prosperierenden Ölförderregion mit vielen weiteren Bohrungen entwickelte, blieb der Ölfund von Wietze wirtschaftlich zunächst folgenlos. Daher gelten der 27. August 1859 und Titusville als die historisch bedeutenderen Daten bzw. Orte.
In Saudi-Arabien wurde das „schwarze Gold“ zuerst in der Nähe der Stadt Dammam am 4. März 1938 nach einer Reihe erfolgloser Explorationen von der US-Gesellschaft Standard Oil of California entdeckt.

## Entstehung

### Ursprung
Das meiste heute geförderte Erdöl ist aus abgestorbenen Meereskleinstlebewesen entstanden, wobei Algen den mit Abstand größten Anteil an Biomasse gestellt haben. Die Erdölentstehung nimmt ihren Anfang überwiegend in den nährstoffreichen, verhältnismäßig tiefen Meeresbereichen der Schelfmeere. Dort sinken die Algen, die sich im lichtdurchfluteten Wasser nahe der Meeresoberfläche regelmäßig stark vermehren, nach ihrem Tod zusammen mit Tonpartikeln zum Meeresgrund ab. Wichtig ist hierbei, dass das Wasser nahe dem Meeresboden ruhig ist und sich nur sehr selten mit Wasser aus geringeren Meerestiefen mischt. Dadurch können sich in der betreffenden Meeresbodenregion sauerstoffarme oder -freie Bedingungen einstellen. Diese verhindern die vollständige Zersetzung der Algenbiomasse – ein Faulschlamm entsteht. So bilden sich über einige Jahrmillionen hinweg mächtige Sedimentfolgen mit hohem Anteil an organischem Material. Als Vater dieser These zur „biotischen“ Entstehung von Erdöl gilt der russische Naturforscher Michail Wassiljewitsch Lomonossow. Er äußerte diese Idee erstmals im Jahre 1757 in einem Vortrag auf einer Konferenz der Kaiserlich-Russischen Akademie der Wissenschaften, der nachfolgend als Aufsatz veröffentlicht wurde.

### Umwandlung der Biomasse – Bildung unkonventioneller Lagerstätten

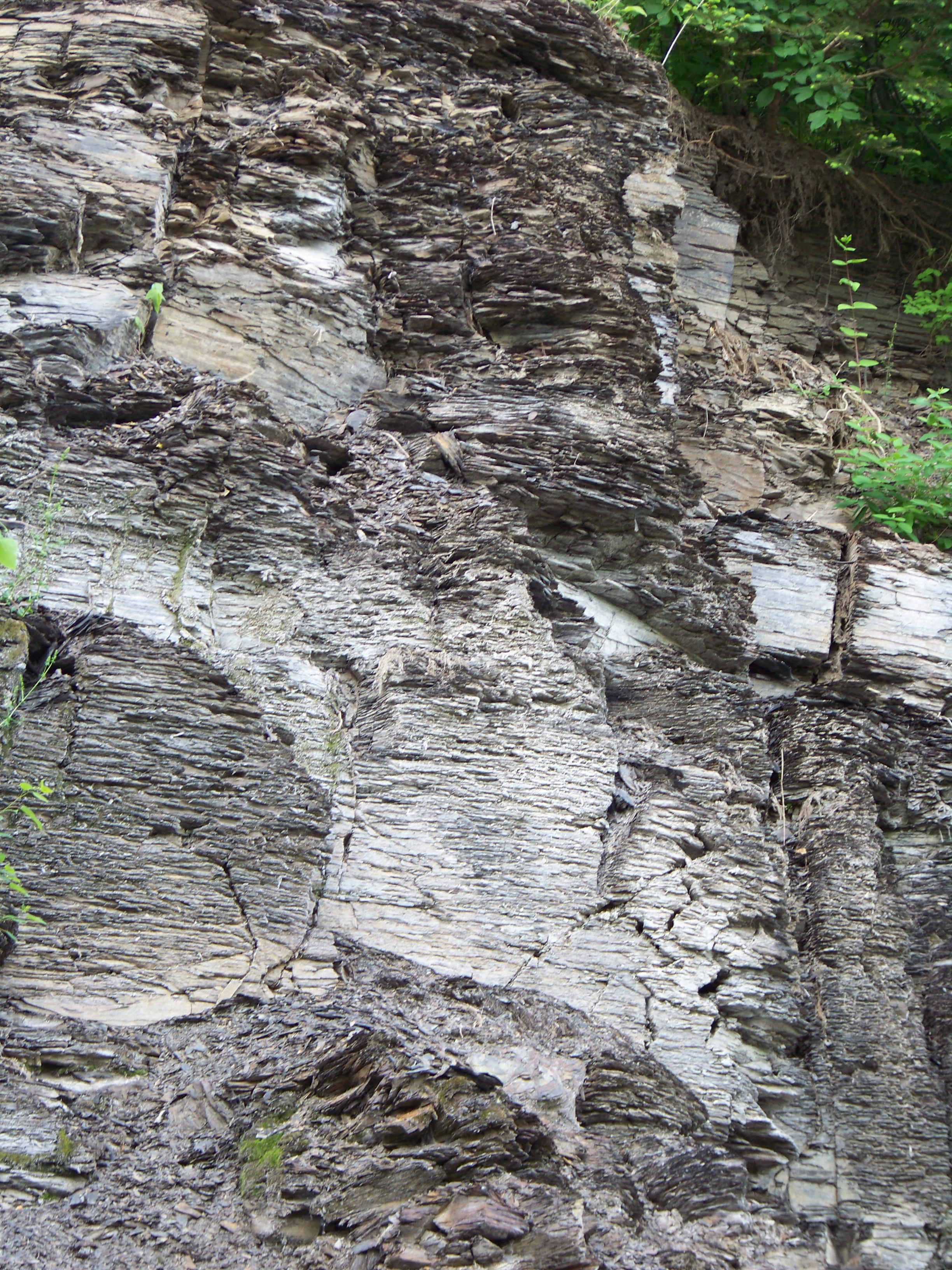
Tagesaufschluss mit bituminösen Tonsteinen der Marcellus-Formation in ihrer Typusregion im US-Bundesstaat New York. Solche Tonsteine sind – tief im Untergrund – potenzielle Muttergesteine für das Erdöl und Erdgas konventioneller Lagerstätten sowie potenzielle Zielhorizonte der Schieferöl- und -gasförderung.

Im Laufe weiterer Jahrmillionen werden die biomassereichen Abfolgen, durch Überdeckung mit weiteren Sedimenten und der kontinuierlichen Absenkung der Sedimentstapel in etwas tiefere Bereiche der oberen Erdkruste (Subsidenz), erhöhten Drücken und erhöhten Temperaturen ausgesetzt. Unter diesen Bedingungen wird zunächst Wasser aus dem Sediment ausgetrieben und bei Temperaturen bis etwa 60 °C wird die in der Algenbiomasse enthaltene organische Substanz (neben Kohlenhydraten und Proteinen vor allem Lipide) in langkettige, feste, in organischen Lösungsmitteln unlösliche Kohlenstoffverbindungen, die sogenannten Kerogene umgewandelt (Diagenesestadium). Kerogentyp I (Liptinit) bringt für die Entstehung von Erdöl durch seinen hohen Anteil an Lipiden die besten Voraussetzungen mit, ist jedoch relativ selten, da er vorwiegend der Ablagerung in Seen entstammt. Das meiste geförderte Erdöl ist stattdessen aus dem immer noch relativ lipidreichen Kerogentyp II (Exinit) hervorgegangen, der typisch für marine Ablagerungsräume ist.
Ab etwa 60 °C (Katagenesestadium), werden dann die Kerogene in kurzkettigere gasförmige (vor allem Methan) und flüssige Kohlenwasserstoffe aufgespalten. Die Erdöl-Bildungsrate steigt bis zu Temperaturen von 120–130 °C weiter an und nimmt bei Temperaturen darüber wieder ab. Zwischen 170 und 200 °C bildet sich vor allem Erdgas und kaum noch Erdöl. Bei Temperaturen von mehr als 200 °C beginnt die Metagenese. Es entsteht zwar weiter Gas, aber kein Öl mehr, sondern ein fester Kohlenstoffrückstand. Die Umwandlung der Kerogene zu Öl und Gas wird auch als Reifung (engl.: maturation) bezeichnet und ist in etwa mit der industriellen Verschwelung von „Ölschiefer“ vergleichbar, nur dass dort die Temperaturen höher und die Umwandlung, verglichen mit den Zeiträumen, in denen Erdöl und -gas auf natürliche Weise entstehen, extrem schnell erfolgt. Bei der natürlichen Niedrigtemperatur-Reifung der Kerogene zu Kohlenwasserstoffen fungieren offenbar zudem die Tonminerale im Sediment als Katalysatoren. Der Temperaturbereich zwischen 60 °C und 170 °C, in dem vorwiegend Erdöl entsteht, wird als Erdölfenster bezeichnet. Dies entspricht im Regelfall einer Versenkungstiefe von 2000 bis 4000 Metern.
 Der erhöhte Druck in der Tiefe sorgt außerdem dafür, dass der ehemalige Schlamm zu einem Gestein verfestigt wird. Somit ist aus dem einstigen biomassereichen Sediment ein kohlenwasserstoffführender Tonstein oder, im Fall dass ein relativ hoher Anteil des Planktons aus Kalkalgen bestand, ein kohlenwasserstoffführender Mergel oder Mergelkalkstein geworden. Solche feinkörnigen Gesteine, deren Kohlenwasserstoffgehalt auf einen ursprünglich hohen Gehalt an Biomasse zurückgeht, werden als Erdölmuttergesteine (engl.: source rocks), bezeichnet.
Mit Zunahme der Bedeutung der Erdölförderung aus Erdölmuttergesteinen durch Hydraulic Fracturing seit etwa dem Jahr 2000 hat der Begriff „Erdöllagerstätte“ eine Bedeutungserweiterung erfahren. Während traditionell nur Anreicherungen entsprechender Kohlenwasserstoffe außerhalb ihres Muttergesteins (siehe → Migration) als Lagerstätte bezeichnet werden, bezieht dieser Begriff nunmehr auch Erdölmuttergesteine mit ein. Letztgenannte werden als unkonventionelle Lagerstätten bezeichnet, weil die Ölförderung aus diesen Gesteinen mit althergebrachten (konventionellen) Methoden nicht rentabel ist.
Die meisten Erdölmuttergesteine bildeten sich im Zeitraum vor 445 bis 5 Millionen Jahren (Silur bis Miozän). Von den Muttergesteinen, aus denen 90 % der (konventionellen) Erdölreserven hervorgingen (Stand 1991), entstammt der überwiegende Anteil (54 %) dem Mesozoikum (Oberjura und „Mittelkreide“), gefolgt vom Paläozoikum (25 %, Silur + Oberdevon–Unterperm), und Känozoikum (12,5 %, Oligozän–Miozän). Die ältesten Muttergesteine, die in Förderung befindliche Lagerstätten hervorbrachten, gehören zur Sibirischen Tafel und entstammen dem jüngsten Präkambrium (Vendium). Noch ältere Muttergesteine von derzeit aber (noch) nicht kommerziell gefördertem Erdöl befinden sich in Nord-Australien und sind meso- und paläoproterozoischen Alters. Ein in Deutschland bekanntes Beispiel für eine stark kohlenwasserstoffhaltige Gesteinsformation ist der etwa 180 Millionen Jahre alte Ölschiefer des Lias Epsilon, der in Süddeutschland an zahlreichen Stellen übertägig aufgeschlossen ist (siehe → Posidonienschiefer) und der im Nordseeraum, wo er tief im Untergrund liegt, tatsächlich ein wichtiges Erdölmuttergestein ist.

### Migration – Bildung konventioneller Lagerstätten

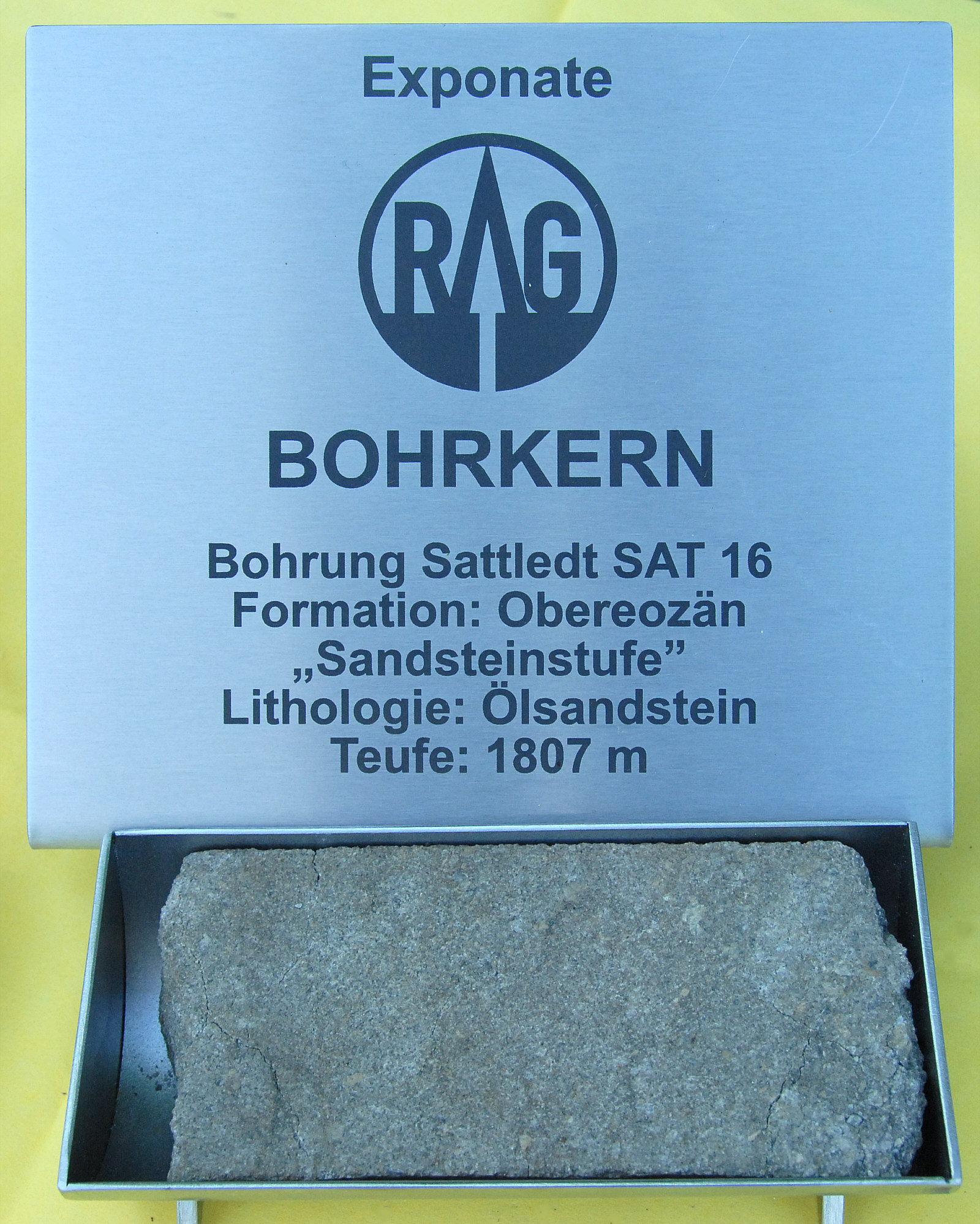
Bohrkernprobe aus einer erdölführenden Sandsteinschicht des Molassebeckens von Oberösterreich

Da die „reifen“ gasförmigen und flüssigen Kohlenwasserstoffe gegenüber den festen Kerogenen wesentlich mobiler sind, können sie, begünstigt durch ihre geringe Dichte und den Druck, der auf dem Muttergesteinshorizont lastet, aus dem Muttergestein in ein über- oder unterlagerndes Nebengestein austreten. Ein solcher Austritt erfolgt jedoch in größerem Umfang nur dann, wenn es sich bei besagtem Nebengestein um ein Gestein handelt, das nicht, wie das sehr feinkörnige Muttergestein, durch die Kompaktion einen Großteil seines Porenraumes verliert, sondern eine relativ hohe Porosität beibehält (z. B. einen Sandstein). Ab dem Austritt der Kohlenwasserstoffe in das Nebengestein, auch als primäre Migration bezeichnet, spricht man traditionell von Erdöl bzw. Erdgas.
Innerhalb des Porenraumes des Nebengesteins wandern Öl und Gas dann aufgrund ihrer relativ geringen Dichte in Richtung der Erdoberfläche. Grundwasserströme sorgen hierbei auch für einen seitlichen (lateralen) Transport. Öl und Gas können auf ihrem Weg nach oben auf undurchlässige, weil geringporöse, Gesteinsschichten treffen. Sind diese Teil einer geologischen Struktur, die aufgrund ihrer Form eine weitere Wanderung auch in seitlicher Richtung verhindert, reichern sich Öl und Gas unterhalb dieser abdichtenden Gesteinsschicht an. Die entsprechende Struktur wird als geologische Falle bezeichnet. Solche Fallen entstehen beispielsweise durch den Aufstieg von Salzstöcken. Das Gestein, in dessen Porenraum sich Öl und Gas dann sammeln, wird Speichergestein (engl.: reservoir rock) genannt. Die Wanderung von Öl und Gas nach ihrem Austritt aus dem Muttergestein in das Speichergestein nennt man sekundäre Migration. Hat sich im Speichergestein einer Fallenstruktur eine größere Menge Erdöl gesammelt, spricht man von einer konventionellen Erdöllagerstätte. In den höchsten Bereichen der Lagerstätte befindet sich aufgrund der geringsten Dichte das Gas. Man spricht in diesem Zusammenhang auch von einer Gaskappe. Unterhalb des ölgesättigten Bereiches der Lagerstätte wird der Porenraum des Speichergesteins von dem Grundwasser gefüllt, das ohnehin im Porenraum von Sedimentgesteinen stets vorhanden ist, und das von Öl und Gas aus dem Bereich der Lagerstätte verdrängt worden ist. Ein geringer Wasseranteil ist jedoch auch im öl- und gasgesättigten Bereich der Lagerstätte noch vorhanden. Dieses wird als Lagerstättenwasser bezeichnet.
Da das geringporöse Deckgestein (engl.: seal rock) einer Erdöllagerstätte selten vollkommen dicht ist, können kleinere Mengen Öl und Gas von dort weiter in Richtung Oberfläche migrieren und dort austreten (engl.: seepage). Im Fall, dass Erdöl durch diese so genannte tertiäre Migration an oder bis dicht unter die Erdoberfläche gelangt, entstehen Ölsande sowie Asphalt- bzw. Bitumenseen (z. B. der La Brea Pitch Lake auf Trinidad oder die La Brea Tar Pits im US-Bundesstaat Kalifornien) oder, im Fall reiner Gasaustritte, Schlammvulkane. Bei untermeerischen Gasaustritten kann sich bei geeigneten Bedingungen an diesen Stellen im Meeresboden Methanhydrat bilden.

### Nachträgliche Umwandlungen in der Lagerstätte
Nach Bildung einer Lagerstätte in einer Fallenstruktur kann das darin enthaltene Erdöl, z. B. durch Absenkung des entsprechenden Krustenbereiches, eine Erhöhung der Temperatur und damit eine „Nachreifung“ erfahren. Dabei wird das Öl in Gas (vorwiegend Methan) und Bitumen überführt.
Wenn „nachrückendes“ Erdgas den ölgesättigten Teil einer Lagerstätte durchquert, kann dies zu so genanntem de-asphalting führen, bei dem sich ebenfalls Bitumen in den betroffenen Bereichen der Lagerstätte bildet. Diese mit Bitumen angereicherten Bereiche werden als tar mats („Teermatten“) bezeichnet.

### Alternative Hypothesen zur Erdöl- und Erdgasentstehung

#### Einführung und historische abiogenetische Hypothesen
Alternative Hypothesen zur Entstehung von förderwürdigen Erdgas- und Erdölvorkommen verneinen, dass diese in geologischen Zeiträumen aus sedimentärer Biomasse hervorgegangen sind. Die deshalb auch unter der Bezeichnung abiotische oder abiogenetische Hypothesen zusammengefassten Ansätze gehen überdies davon aus, dass es sich bei Erdöl und Erdgas nicht um fossile Energieträger handelt, sondern um juvenile und regenerative Energieträger.
Frühe moderne abiogenetische Thesen wurden im 19. Jahrhundert unter anderem von Alexander von Humboldt und Joseph Louis Gay-Lussac sowie von Dmitri Mendelejew formuliert. Während Mendelejew annahm, dass das Erdinnere aus Eisencarbid bestehe, das mit Grundwasser zu Kohlenwasserstoffen reagiere, postulierten Humboldt und Gay-Lussac, dass Kohlenwasserstoffe aus vulkanischen Quellen stammten.

#### Kernaussagen modernerer abiogenetischer Hypothesen
In der zweiten Hälfte des 20. Jahrhunderts lassen sich zwei Schulen unterscheiden: eine sowjetische bzw. russisch-ukrainische mit Nikolai Kudrjawzew als Vordenker und eine westliche, die vor allem von Thomas Gold vertreten wurde.
Beiden Schulen gemein ist, dass sie den Ursprung der Kohlenwasserstoffe im oberen Erdmantel verorteten, von wo aus diese entlang tiefreichender Störungen, wie sie beispielsweise in Grabenbrüchen auftreten, in die oberen Bereiche der Erdkruste einwanderten. Während die sowjetische Hypothese postulierte, dass auch die langkettigen und komplexen Kohlenwasserstoffe des Erdöls im oberen Mantel gebildet würden, ging die Gold’sche These davon aus, dass nur Methan dort entstünde und dass erst nach der Migration des Methans in höhere Krustenbereiche dieses teilweise in komplexere Verbindungen umgewandelt würde (sogenannte Deep-Gas-Theory).
Als Hauptargumente wurden von den Anhängern der abiogenetischen Hypothese vorgebracht, dass komplexe organische Verbindungen in chondritischen Meteoriten, die als „Urmaterie“ des Sonnensystems gelten, nachgewiesen worden sind, wo sie nicht aus Biomasse hervorgegangen sein können, sowie dass Erdöl in abbauwürdigen Mengen in kristallinen Grundgebirgsgesteinen vorkommt (beispielsweise im Kaspischen Becken), in die es nur aus größeren Tiefen, nicht aber aus jüngeren, sedimentären Erdölmuttergesteinen gelangt sein könne. Hinzu kam, dass aus der Präsenz organischer Verbindungen in Chondriten und dem Nachweis geringer Mengen von kurzkettigen n-Alkanen (Methan, Ethan, Propan, Butan) in ultramafischen Gesteinen geschlossen wurde, dass im Erdinneren ein stark reduzierendes chemisches Milieu herrsche, das die Bildung von Kohlenwasserstoffen generell erlaube.
Ende des 20. und Anfang des 21. Jahrhunderts wurde von der nächsten Generation der Verfechter der russisch-ukrainischen Hypothese (Jack F. Kenney, Wladimir Kutscherow) zudem ins Feld geführt, dass einerseits die Umwandlung von Methan in längerkettige n-Alkane nach den Gesetzen der Thermodynamik nur unter den Druck- und Temperaturbedingungen des oberen Mantels günstig sei, andererseits die Umwandlung sauerstoffhaltiger organischer Verbindungen, wie Kohlenhydrate, die Hauptbestandteile pflanzlicher Biomasse, in längerkettige n-Alkane nach den Gesetzen der Thermodynamik generell ungünstig sei. Damit verwarfen sie zugleich die Gold’sche Deep-Gas-Theory. Einer Arbeitsgruppe um Kutscherow gelang zudem der experimentelle Nachweis, dass Methan unter den Druck- und Temperaturbedingungen des oberen Mantels teilweise zumindest in kurzkettige höhere n-Alkane überführt wird.

#### Gegenargumente
Das vermutlich wichtigste Argument gegen die abiogenetischen Thesen ist, dass der obere Mantel sehr wahrscheinlich kein reduzierendes, sondern ein schwach oxidierendes chemisches Milieu aufweist. Das Mengenverhältnis der verschiedenen Kohlenstoffverbindungen in Fluideinschlüssen in Mantelgesteinen zeigt, dass Kohlenstoff im oberen Mantel, wenn nicht in Reinform als Diamant, dann weit überwiegend in Form von Kohlendioxid bzw. Karbonat vorliegt und dass er auch in dieser Form in die obere Kruste und an die Erdoberfläche gelangt. Überdies erfolgt der Transport des Kohlendioxids nicht als reines Gas bzw. Fluid, sondern stets gelöst in aufdringendem Magma.
Die Präsenz wirtschaftlich förderbarer Kohlenwasserstoffvorkommen in Kristallingesteinen lässt sich mit modernen, erst in den 1990er Jahren entwickelten Modellen zur Migration von Fluiden in Krustengesteinen erklären. Hierbei spielt die Permeabilität der Kristallingesteine eine entscheidende Rolle. Ausreichend geklüftetes, relativ oberflächennah liegendes Kristallin im Randbereich eines Sedimentbeckens kann demnach sehr wohl als Speichergestein geeignet sein für biogenetisch entstandene Kohlenwasserstoffe, die aus tief versenkten Muttergesteinen in zentraleren Beckenbereichen stammen.
Auch besagt die biogenetische Hypothese, dass sich Erdöl und Erdgas nicht aus frischer, sondern aus bereits teilweise biotisch, teilweise diagenetisch veränderter Biomasse bilden, sogenannten Kerogenen. Insbesondere in diagenetisch veränderten, ursprünglich biomassereichen marinen Sedimenten, den wahrscheinlichsten Kandidaten für Erdölmuttergesteine, ist das Verhältnis von Sauerstoff zu Kohlenstoff wesentlich kleiner als das Verhältnis von Wasserstoff zu Kohlenstoff, sodass in diesen Sedimenten durchaus thermodynamisch günstige Bedingungen für die Entstehung von Kohlenwasserstoffen herrschen.
Nicht zuletzt sprechen auch Isotopenverhältnisse für die biogenetische These. Der Vergleich der δ13C-Werte von Methan aus klar abiogenen Quellen mit denen von Methan aus knapp 1700 in Förderung befindlichen Lagerstätten erbrachte, dass wahrscheinlich nur 1 % des Methans in den meisten Öl- und Gaslagerstätten nicht biogenen Ursprunges ist.
Tatsächlich gibt es einige Beispiele für größere, teilweise sogar kommerziell interessante Ansammlungen nachweislich abiogen entstandener Kohlenwasserstoffe in der Erdkruste, jedoch sind diese nicht aus dem Mantel ausgegast, sondern durch diagenetische oder metasomatische Prozesse direkt in der oberen Kruste entstanden. Die von Kenney, Kutscherow und einigen wenigen weiteren Wissenschaftlern vertretene Ansicht, dass Erdöl- und Erdgaslagerstätten primär das Resultat der vertikalen Migration (dynamic fluid injection) juveniler Kohlenwasserstoffe aus dem Erdmantel in die obere Kruste seien, und der daraus folgende Schluss, dass Erdöl und Erdgas keine endlichen Ressourcen seien, dass sich weitgehend ausgeförderte Lagerstätten sogar wieder auffüllten, entbehren somit einer seriösen wissenschaftlichen Grundlage.

## Die Erdölsuche

### Fernerkundung
Grundlage für die Erdölsuche ist genaues Kartenmaterial. In bestimmten Gebieten (z. B. Iran) kann man Lagerformationen bereits an der Erdoberfläche mittels Luftbildkartierung erkennen. In Gebieten mit mächtiger Überdeckung der tieferen Schichten durch junge Formationen oder im Offshore-Bereich genügt dies nicht. Auch lassen sich aus Luftfotos alleine keine genauen Gesteinstypen oder deren Alter bestimmen. Dazu und zur punktweisen Überprüfung der Luftbildinterpretationen muss der Geologe stets selbst das betreffende Gebiet aufsuchen und dort so viele „Aufschlüsse“ wie möglich durchführen. Interessant sind Stellen, an welchen für darunterliegende Erdölvorkommen typisches Gestein an die Erdoberfläche tritt. Dort werden Gesteinsstücke abgeschlagen und mit einer Lupe bestimmt.

### Prospektion

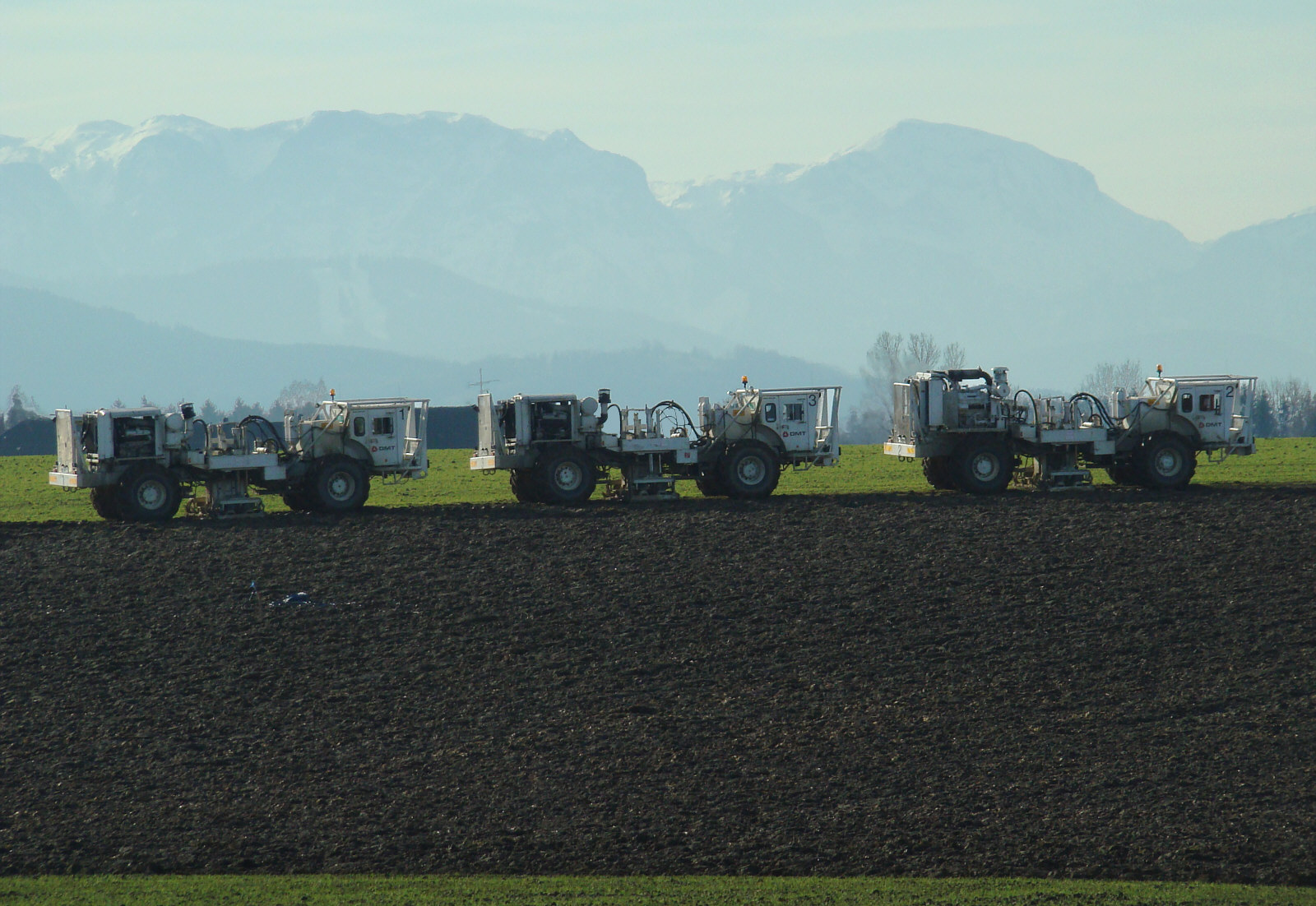
Vibroseis-Fahrzeuge bei der 3D-Exploration im Alpenvorland Oberösterreichs im Januar 2008

Die gezielte Suche nach Erdöl- und Erdgasvorkommen bezeichnet man als geophysikalische Prospektion. Unter Physikalischer Prospektion versteht man die Anwendung physikalischer Gesetze auf die Erkundung des oberen Teils der Erdkruste. Das sichere Aufspüren im Untergrund verborgener Strukturen, in denen sich Öl und (oder) Erdgas angesammelt haben können, ist in den letzten Jahrzehnten zur wichtigsten Voraussetzung einer erfolgreichen Suche nach Kohlenwasserstoffen (Sammelbegriff für Erdöl und Erdgas) geworden. In der Frühzeit der Erdölgewinnung war man auf Anzeichen an der Erdoberfläche angewiesen, die auf Vorkommen von Erdöl schließen ließen. So tritt aus seicht liegenden Lagerstätten ständig Erdöl in geringen Mengen aus. Ein Beispiel dafür ist die seit dem 15. Jahrhundert bekannte, aber mittlerweile versiegte St.-Quirins-Quelle bei Bad Wiessee am Tegernsee, aus der jahrhundertelang Erdöl austrat, das vornehmlich als Heilmittel verwendet wurde. Die Suche nach tief liegenden Ölvorkommen erfolgte früher durch eine eingehende Analyse der geologischen Verhältnisse eines Landstrichs. In der Folge wurden dann an ausgewählten Orten Probebohrungen niedergebracht, von denen ca. 10–15 % fündig wurden.
Am Beginn der Erkundung steht das Auffinden von Sedimentbecken. Das geschieht häufig durch gravimetrische oder geomagnetische Messungen. Im nächsten Schritt kommt die Reflexionsseismik zum Einsatz. Dabei werden an der Erdoberfläche akustische Wellen erzeugt, die an den unterschiedlichen Bodenschichten reflektiert werden. Je nach Einsatz an Land oder im Wasser werden unterschiedliche Verfahren verwendet. Quellen seismischer Wellen an Land sind Explosivstoffe, Fallgewichte oder seismische Vibratoren. An der Erdoberfläche ausgelegte Geophone dienen als Sensoren zur Aufzeichnung der Wellen. In der marinen Seismik werden die seismischen Wellen mit Airguns erzeugt. Die Aufzeichnung der Wellen erfolgt mit Hydrophonen, die entweder am Meeresboden ausgelegt oder hinter einem Schiff an der Meeresoberfläche im Schlepp gezogen werden. Aus den Laufzeiten und Charakteristiken der reflektierten Signale lassen sich Schichtenprofile errechnen. In der frühen Phase der Prospektion werden 2-D-Messungen durchgeführt, in deren Ergebnis man Schichtenprofile entlang von sich kreuzenden Messlinien erhält. Damit lassen sich kostengünstig größere Gebiete erkunden. Basierend auf den seismischen Daten werden nun auch erste Erkundungsbohrungen getätigt. Im nächsten Schritt werden in ausgewählten Gebieten seismisch 3-D-Messungen durchgeführt. Hierbei werden die Punkte zum Erzeugen und Messen seismischer Wellen so ausgelegt, dass man ein dreidimensionales Bild der Gesteinsschichten erhält. In Kombination mit bohrlochgeophysikalischen Messdaten kann nun ein quantitatives Modell der Erdöl- oder Erdgasreserven sowie ein Plan für weitere Bohrungen und zur Förderung erstellt werden.

## Gewinnung

### Allgemeines

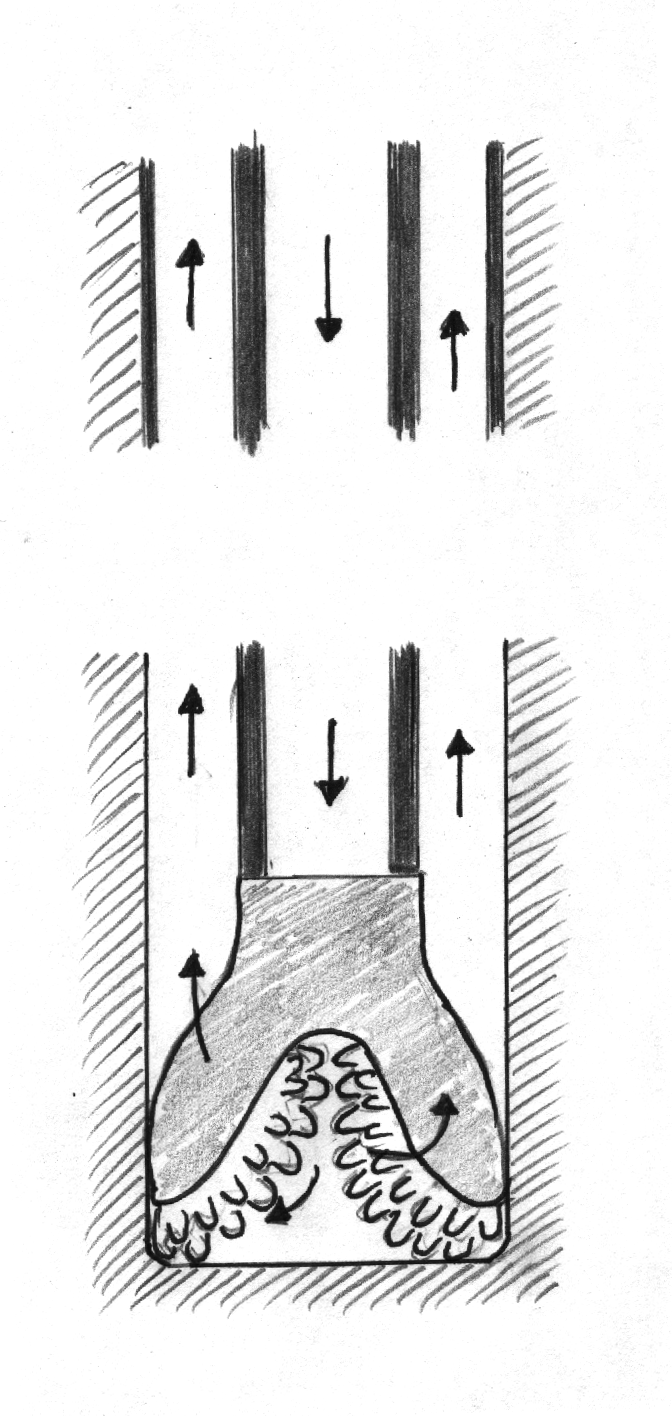
Erdölbohrloch mit Bohrmeißel, Längsschnitt, schematisch, oben verrohrt

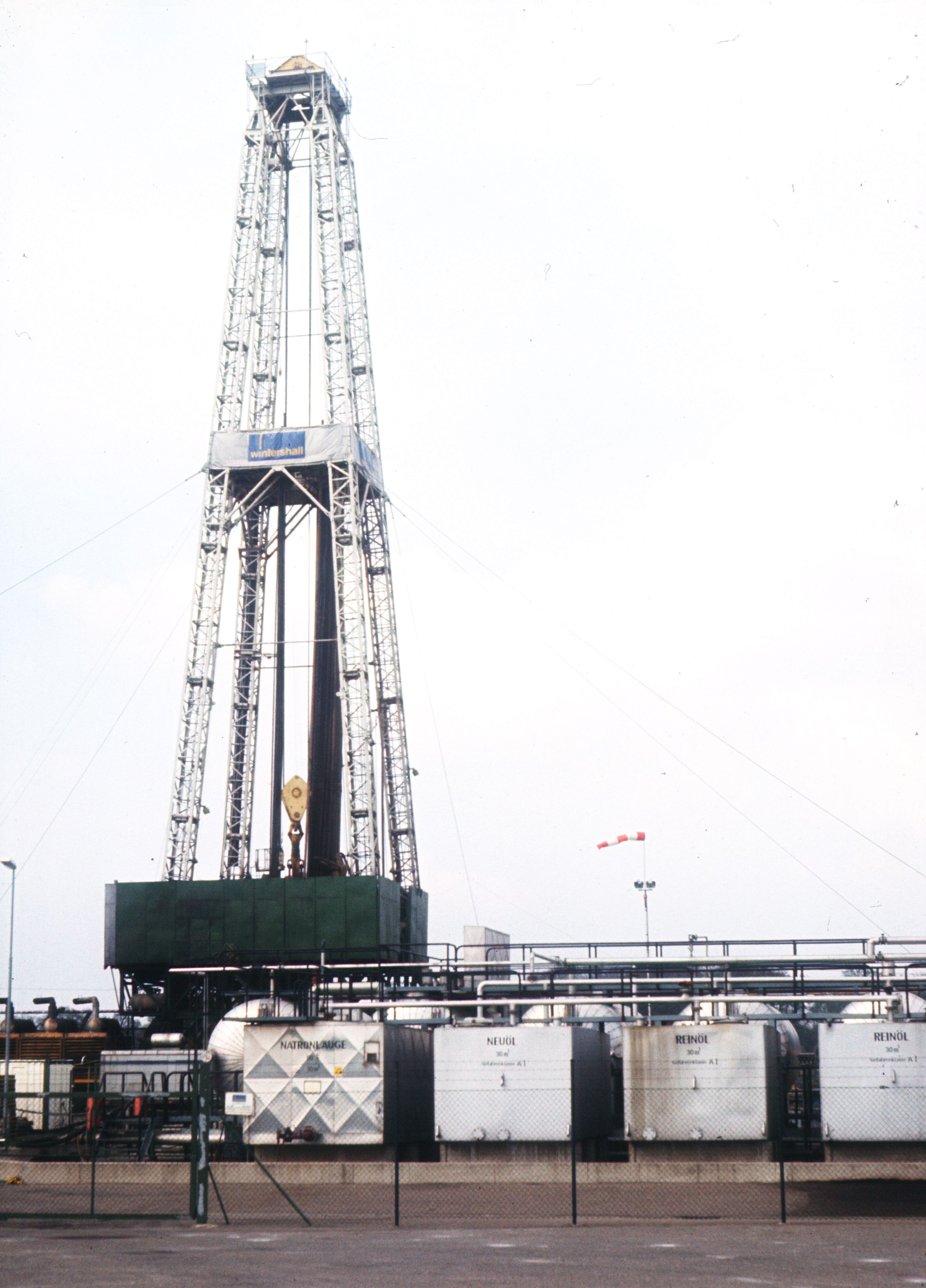
Bohrturm mit Rohrgestängeabschnitten, daneben Behälter für die Bohrflüssigkeit

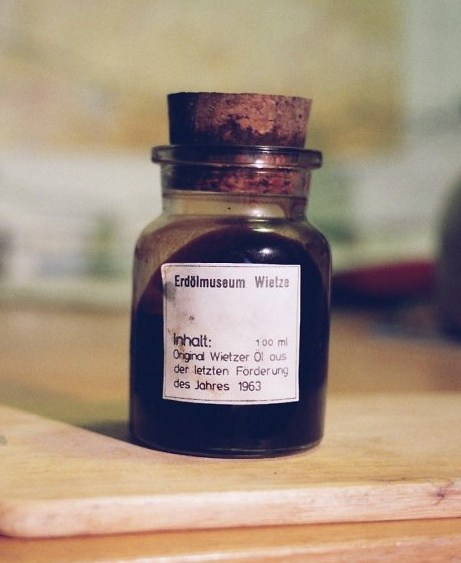
Erdölprobe aus Wietze in Niedersachsen

Allgemein erfolgt die Förderung konventionellen Erdöls heute in folgenden Phasen:
- In der ersten Phase (Primärförderung) wird Öl durch den natürlichen Druck des eingeschlossenen Erdgases (eruptive Förderung) oder durch „Verpumpen“ an die Oberfläche gefördert.
- In der zweiten Phase (Sekundärförderung) werden Wasser oder Gas in das Reservoir injiziert (Wasserfluten und Gasinjektion) und damit zusätzliches Öl aus der Lagerstätte gefördert.
- In einer dritten Phase (Tertiärförderung) werden komplexere Substanzen wie Dampf, Polymere, Chemikalien, CO2 oder Mikroben eingespritzt, mit denen die Nutzungsrate nochmals erhöht wird.

Je nach Vorkommen können in der ersten Phase 10–30 % des vorhandenen Öls gefördert werden und in der zweiten Phase weitere 10–30 %; insgesamt in der Regel also 20–60 % des vorhandenen Öls. Wenn der Ölpreis hoch ist, kann sich die tertiäre Förderung bei „alten“ Vorkommen lohnen.
Besondere Schwierigkeiten bereitet die Erdölförderung aus Lagerstätten, die sich unterhalb des Bodens von Meeren oder Seen befinden („Off-Shore-Gewinnung“). Hier müssen zur Erschließung der Lagerstätte auf dem Gewässergrund stehende oder darüber schwimmende Bohrplattformen (Bohrinseln) eingerichtet werden, von denen aus gebohrt und später gefördert (Förderplattformen) werden kann. Hierbei ist das Richtbohren vorteilhaft, weil dadurch von einer Bohrplattform ein größeres Areal erschlossen werden kann.
Befindet sich eine Erdöllagerstätte nahe der Erdoberfläche, so kann das darin enthaltene, zu Bitumen verarmte Öl im Tagebau gewonnen werden. Ein Beispiel hierfür sind die Athabasca-Ölsande in Alberta, Kanada.
Aus tieferen Lagerstätten wird Erdöl durch Sonden gefördert, die durch Bohrungen bis zur Lagerstätte eingebracht werden.
Nach Abschluss der Bohrarbeiten kann auch eine reine Förderplattform eingesetzt werden.

### Radioaktiver Abfall
In Gesteinen treten generell geringe Mengen radioaktiver Elemente auf, die zumeist den Zerfallsreihen von natürlich auftretendem Uran und Thorium entstammen, allgemein als NORM (Naturally Occurring Radioactive Material) bezeichnet. Hierbei lösen sich Isotope des Radiums zusammen mit anderen Elementen im Tiefengrundwasser, das u. a. auch als Lagerstättenwasser in Erdöllagerstätten vorkommt.
Das Lagerstättenwasser steigt bei der Erdölförderung zusammen mit Öl und Gas in den Förderleitungen zur Erdoberfläche auf. Durch Druck- und Temperaturabnahme fallen Barium, Kalzium und Strontium, und mit ihnen das Radium, in Form von Sulfaten und Karbonaten aus, die sich an den Wandungen der Rohrleitungen absetzen. In den dabei entstehenden Krusten, die als (engl.) „Scale“ bezeichnet werden, reichert sich somit im Laufe der Zeit Radium an. In anderen zur Ölförderung eingesetzten Gerätschaften, z. B. Wasserabscheidern, finden sich die ausgefallenen Sulfate und Karbonate in Schlämmen, die überwiegend aus Schweröl und ungewollt mitgeförderten, feinen mineralischen Bestandteilen des Speichergesteins bestehen. Problematisch ist hierbei vor allem das langlebige 226Ra (1600 Jahre Halbwertszeit).
Nach Recherchen des WDR-Mitarbeiters Jürgen Döschner fallen bei der Erdöl- und Erdgasförderung jährlich weltweit Millionen Tonnen solcher NORM-belasteter Rückstände an, davon in Deutschland bis zu 2000 Tonnen, bei 3 Millionen Tonnen gefördertem Öl. Die spezifische Aktivität schwankt dabei relativ stark, kann bei dem in „Scale“ enthaltenen 226Ra jedoch bis zu 15.000 Becquerel pro Gramm (Bq/g) betragen, was im Bereich der spezifischen Aktivität von Uran liegt.
Obwohl Stoffe laut der Strahlenschutzverordnung von 2001 bereits ab 1 Bq/g (entspricht in etwa dem oberen Bereich der natürlichen Radioaktivität von Granit) überwachungsbedürftig sind und gesondert entsorgt werden müssen, wurde die Umsetzung dieser Verordnung der Eigenverantwortung der Industrie überlassen, wodurch offenbar zumindest ein Teil der Abfälle sorglos und unsachgemäß behandelt oder entsorgt wurde. In einem Fall ist dokumentiert, dass Abfälle mit durchschnittlich 40 Bq/g ohne jede Kennzeichnung offen auf einem Betriebsgelände gelagert wurden und auch nicht für den Transport besonders gekennzeichnet werden sollten.
In Ländern, in denen deutlich mehr Öl oder Gas gefördert wird als in Deutschland, entstehen auch deutlich mehr Abfälle, jedoch existiert in keinem Land eine unabhängige, kontinuierliche und lückenlose Erfassung und Überwachung der kontaminierten Rückstände aus der Öl- und Gasproduktion. Die Industrie geht mit dem Material unterschiedlich um: In Kasachstan soll Döschner zufolge ein Gebiet von der Größe der Bundesrepublik kontaminiert sein, in Großbritannien würden die radioaktiven Rückstände einfach in die Nordsee eingeleitet. In den USA sind lange Zeit vor allem stark ölhaltige NORM-Abfälle zum bakteriellen Abbau der Kohlenwasserstofffraktion in möglichst dünnen Lagen auf die Geländeoberfläche, meist in der unmittelbaren Umgebung der Förderanlagen aufgebracht worden (sogenanntes „Landspreading“). Die dadurch auftretenden gesundheitlichen Risiken bei einer zukünftigen Landnutzung dieser Gebiete werden dabei als eher gering bewertet. Wie sehr das Gefahrenpotenzial radioaktiv belasteter Ölfördergerätschaften jedoch teilweise unterschätzt oder ignoriert wurde, zeigt der Fall aus Martha, einer Gemeinde im US-Bundesstaat Kentucky. Dort hatte das Unternehmen Ashland Inc. nach Stilllegung des Martha-Ölfeldes tausende kontaminierte Förderrohre billig an Farmer, Kindergärten und Schulen verkauft. An einigen dieser zum Bau von Zäunen oder Klettergerüsten genutzten Rohre traten Strahlendosen von bis zu 1100 Mikroröntgen pro Stunde auf, so dass die Grundschule und einige Wohnhäuser nach Entdeckung der Strahlung sofort geräumt werden mussten.

### Weltreserven und Bevorratung
Für Erdöl ist die statische Reichweite verhältnismäßig kurz und erheblichen Schwankungen unterworfen. So wurde sie jeweils unmittelbar nach den beiden Weltkriegen auf 20 Jahre geschätzt. Trotz erheblich höherem Verbrauch und einer sehr dynamischen Wirtschafts- und Technikentwicklung ist sie danach jeweils angestiegen. Nach einer Krise in den 1970er Jahren wurde sie auf 25 Jahre angesetzt. Danach stieg sie auf einen Wert von 30 bis heute 40 oder gar nach heutigem Stand der Technik und Ölpreisniveau auf 50 Jahre. Diese Konstanz der Reichweite wird auch mit dem Stichwort Erdölkonstante benannt. Es bezeichnet den Umstand, dass Voraussagen zur statischen Reichweite von Erdöl wie bei anderen Rohstoffen aufgrund der Entdeckung weiterer Lagerstätten und angesichts von Fortschritten in der Fördertechnik sowie Marktpreisbewegungen regelmäßig anzupassen sind.
Noch Anfang der 2000er Jahre wurden die weltgrößten Reserven in Saudi-Arabien verortet. Weil aber mittlerweile die Kosten für die Förderung unkonventioneller Erdöllagerstätten, wie Ölsand oder Schweröl, so weit gesunken sind, dass sie annähernd im Bereich der Kosten der konventionellen Erdölförderung liegen bzw. die Ölpreise seit der Jahrtausendwende angezogen haben, werden solche unkonventionellen Lagerstätten nunmehr den Ölreserven eines Landes hinzugerechnet. Daher befanden sich im Jahre 2013 die größten Erdölreserven in Venezuela (298,3 Milliarden Barrel – davon 220,5 im Orinoco-Schwerölgürtel), gefolgt von Saudi-Arabien (265,9), Kanada (174,3 – davon 167,8 als Ölsand), Iran (157,0) und Irak (150,0) (siehe Erdöl – Tabellen und Grafiken: Reserven nach Ländern für eine genaue Tabelle).
Laut der 2006er Energiestudie der Bundesanstalt für Geowissenschaften und Rohstoffe ist eine ausreichende Verfügbarkeit von Erdöl ohne die Einbeziehung unkonventioneller Vorkommen bis etwa 2020 gegeben. Nach einem Science-Artikel (2004) von Leonard Maugeri von Eni hingegen ist das Zeitalter des Öls noch lange nicht vorbei, wohingegen Murray & King 2012 in Nature darstellten, dass das Produktionsmaximum (Peak Oil) konventionellen Erdöls schon 2005 eingetreten sei. Dies sei an einer veränderten Preiselastizität der Förderung ablesbar.
Für das Jahr 2008 wurden die bestätigten Weltreserven je nach Quelle auf 1329 Milliarden Barrel (182 Milliarden Tonnen nach Oeldorado 2009 von ExxonMobil) bzw. auf 1258 Milliarden Barrel (172,3 Milliarden Tonnen nach BP Statistical Review 2009) berechnet. Die Reserven, die geortet sind und mit der heute zur Verfügung stehenden Technik wirtschaftlich gewonnen werden können, haben in den letzten Jahren trotz der jährlichen Fördermengen insgesamt leicht zugenommen. Während die Reserven im Nahen Osten, Ostasien und Südamerika aufgrund der Erschöpfung von Lagerstätten und unzureichender Prospektionstätigkeit sanken, stiegen sie in Afrika und Europa leicht an.

Rohölpreise (nominell und real) seit 1861

Nach einigen Jahren hoher Ölpreise in der Größenordnung von 100 US-Dollar pro Barrel fielen die Preise in der zweiten Hälfte des Jahres 2014 auf kaum mehr als 40 Dollar im Januar 2015. Für diesen Preissturz wurde von Fachleuten ein Angebotsüberhang verantwortlich gemacht. Nach der Rückkehr Irans auf den Markt im Januar 2016 und dem Kampf um die regionale Vormacht durch Saudi-Arabien in diesem Zusammenhang sowie wegen der nicht gedrosselten Förderung Russlands war absehbar, dass das Überangebot bei einem Preis um mittlerweile 50 Dollar noch eine gewisse Zeit vorhalten würde.
Die Länder der Europäischen Union sind verpflichtet, einen 90-Tage-Vorrat als strategische Ölreserve für Krisenzeiten zu unterhalten. Ein großer Teil der deutschen und ein kleinerer Teil der ausländischen Vorräte liegt in den unterirdischen Kavernenanlagen im Zechsteinsalz im Raum Wilhelmshaven, über dessen Ölhafen ein Fünftel des Erdölbedarfs Deutschlands eingeführt wird. In Österreich obliegt der Erdöl-Lagergesellschaft diese Aufgabe.
| Region / Organisation | Schätzung von BP 2013 |
| --------------------- | --------------------- |
| OECD                  | 248,8                 |
| GUS                   | 131,8                 |
| China                 | 18,1                  |
| Asien-Pazifik         | 42,1                  |
| Lateinamerika         | 329,6                 |
| Naher Osten           | 808,5                 |
| Afrika                | 130,3                 |
| Welt                  | 1687,9                |

Bei einem täglichen Verbrauch auf dem gegenwärtigen Niveau von ca. 90 Mio. Barrel (Stand 2014) ergibt sich bei 1687,9 Mrd. Barrel Reserven eine Reichweite von etwa 51 Jahren. Man muss allerdings bei der Beurteilung dieser Zahl beachten, dass Erdölknappheit nicht erst nach Ablauf der (statischen oder dynamischen) Reichweite des Erdöls auftritt. Denn anders als aus einem Tank können den Erdöllagerstätten nicht beliebige Mengen an Öl pro Tag (Förderrate) entnommen werden. Vielmehr gibt es eine maximal mögliche Förderrate, die häufig dann erreicht ist, wenn die Quelle etwa zur Hälfte ausgebeutet ist. Danach sinkt ihre Förderrate (physikalisch bedingt) ab. Ein ähnliches Verhalten wird von vielen Experten auch für die Ölförderung der Welt angenommen: Nach dem Erreichen eines globalen Fördermaximums („Peak Oil“, s. oben) sinkt die globale Förderrate. Rein rechnerisch ist zu diesem Zeitpunkt zwar noch genug Öl vorhanden, um den jeweils aktuellen Tagesverbrauch zu decken, auch wenn dieser im Vergleich zu heute sogar noch steigt, doch das Öl kann nicht hinreichend schnell aus den Lagerstätten gefördert werden und steht somit der Wirtschaft nicht zur Verfügung. Die Endlichkeit der Ressource Erdöl macht sich bereits lange vor dem Ablauf ihrer Reichweite bemerkbar. Die hier berechnete Laufzeit des Öls ist daher wirtschaftlich von nur geringer Bedeutung, interessanter ist vielmehr der zeitliche Verlauf des globalen Fördermaximums und die Höhe des anschließenden Produktionsrückgangs.
Kritiker solcher Reserveangaben weisen allerdings darauf hin, dass die meisten der Reserven aus Nicht-OECD-Ländern keiner unabhängigen Kontrolle unterliegen (siehe Fußnoten des BP-statistical review). Oft unterliegen (wie in Saudi-Arabien) alle Angaben zu Förderdaten einzelner Felder und Reserven dem Staatsgeheimnis. Daher unterstellen Kritiker diesen Zahlen eine Verfälschung. Vielen OPEC-Förderländern wird auch unterstellt, die Reserven zu optimistisch anzugeben, da die zugeteilten Förderquoten abhängig von den gemeldeten Reservemengen sind.

### Weltförderung

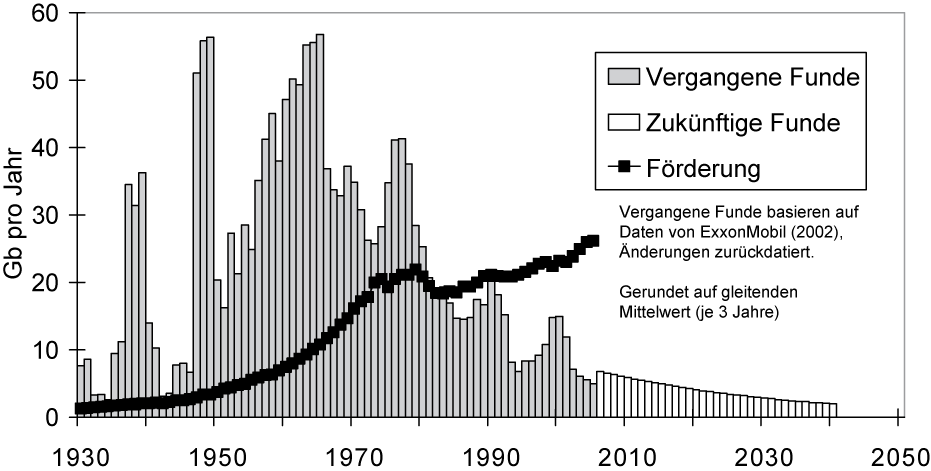
Ölfunde von 1930 bis 2050 und Förderung bis 2001, Quelle: ASPO

Die wichtigsten Erdölförderländer sind gegenwärtig (Stand 2013) Saudi-Arabien (11.525.000 Barrel/Tag; 13,1 % der Weltförderung), die Russische Föderation (10.788.000; 12,4 %), die USA (10.003.000; 11,5 %), die Volksrepublik China (4.180.000; 4,8 %) und Kanada (3.948.000; 4,6 %). Auf die zwölf OPEC-Länder entfallen mit 36,8 Millionen Barrel/Tag derzeit 42,5 % der Weltförderung. Im Jahr 2009 war Russland noch der größte Produzent (10.139.000 Barrel/Tag; 12,5 % der Weltförderung) gefolgt von Saudi-Arabien (9.663.000; 11,9 %), den USA (7.263.000; 8,9 %), Iran (4.249.000; 5,2 %) und China (3.805.000; 4,7 %) (siehe auch Erdöl – Tabellen und Grafiken: Förderung). Die Erdölförderung in Deutschland deckte ursprünglich bis zu 80 % des nationalen Bedarfs und hatte historisch eine große Bedeutung, hat aber heute nur noch einen Anteil von 2 %.
Laut Abdallah Dschumʿa Anfang 2008 (damals Geschäftsführer von Aramco), wurden in der Geschichte der Menschheit rund 1,1 Billionen Barrel Erdöl gefördert. Die meisten Reserven wurden in den 1960er-Jahren entdeckt. Ab Beginn der 1980er-Jahre liegt die jährliche Förderung (2005) bei 30,4 Milliarden Barrel (87 Millionen Barrel pro Tag Verbrauch im Jahr 2008) – über der Kapazität der neu entdeckten Reserven, sodass seit dieser Zeit die vorhandenen Reserven abnehmen.
Deshalb wird von einigen Experten mit einem globalen Fördermaximum zwischen 2010 und 2020 gerechnet. Kenneth Deffeyes, Colin J. Campbell und Jean Laherrere befürchten, das Maximum sei bereits vor dem Jahr 2010 erreicht worden. Eine Folge dieses Fördermaximums wäre eine anschließend fallende Förderung, so dass die parallel zum Wirtschaftswachstum prognostizierte Nachfrage nicht mehr ausreichend gedeckt werden würde.
Zunehmend kritische Analysen gab es von der britischen Regierung, vom U.S. Department of Energy und dem zentralen Analysedienst der US-Streitkräfte, U.S. Joint Forces Command, in denen schon kurzfristig drohende Mangelszenarien geschildert wurden. Die britische Regierung reagierte damit offensichtlich auf die Tatsache, dass Englands Ölreichtum seit 1999 ständig zurückging und 2006 vom Erdölexporteur zum Importeur wurde.
Dschumʿa weist derartige Befürchtungen zurück. Er schätzt, dass von den vorhandenen flüssigen Ölvorkommen erst weniger als 10 % gefördert wurden und (inklusive nicht konventioneller Reserven) bei heutigen Verbrauchsraten noch mindestens für 100 Jahre Erdöl zur Verfügung steht.
Während in den 1970er Jahren private westliche Ölkonzerne noch knapp 50 Prozent der weltweiten Ölproduktion kontrollierten, hat sich dieser Anteil 2008 auf weniger als 15 Prozent verringert. Der weitaus größte Anteil wird von Staatsunternehmen gefördert. Experten halten einen Mangel an Öl nicht für gegeben, es handele sich um eine Krise im Zugang zu fortgeschrittener Technologie (der Multis) bzw. umgekehrt auch in der mangelnden Investitionssicherheit in den staatlich kontrollierten Ölförderländern.

## Transport
Erdöl wird weltweit über weite Entfernungen transportiert. Der Transport von den Förderstätten zu den Verbrauchern geschieht auf dem Seeweg mit Öltankern, über Land überwiegend mittels Rohrleitungen (Pipelines).

### Ölkatastrophen
Etwa 100.000 Tonnen gelangen jährlich bei Tankerunfällen mit teilweise katastrophalen Folgen für die Umwelt ins Meer. Bekannt wurde vor allem die Havarie der Exxon Valdez 1989 vor Alaska. Da versäumt wurde, das Öl direkt nach dem Unfall mit Ölsperren aufzuhalten und abzusaugen, vergrößerte sich der Ölteppich und kontaminierte über 2000 km der Küste. Die danach durchgeführten Reinigungsmaßnahmen erwiesen sich als unwirksam; die katastrophalen ökologischen Folgen lösten eine breite öffentliche Diskussion über Risiken und Gefahren maritimer Öltransporte aus. Der Unfall führte schließlich zu einer Erhöhung der Sicherheitsauflagen für Öltanker sowie zu einer intensiven Untersuchung möglicher Maßnahmen zur Bekämpfung von Ölunglücken.
Eine andere schwere Ölkatastrophe war der Brand und Untergang der Bohrplattform Deepwater Horizon im Golf von Mexiko im April 2010.
Über mehrere Monate trat Rohöl aus, insgesamt über 500.000 Tonnen.
Durch dieses Unglück entstand eine Ölpest an den Küsten vom Golf von Mexiko. Auch das Mississippi-Delta war davon betroffen.
Eine permanente Freisetzung findet in Nigeria statt, siehe auch Ölkatastrophe im Nigerdelta.

## Verbrauch
Der Anteil des Erdöls am Primärenergieverbrauch liegt bei ca. 40 % und damit an erster Stelle der Energielieferanten. Der größte Einzelenergieverbraucher ist der Straßenverkehr.

### Weltverbrauch
Der tägliche Verbrauch weltweit lag im Jahr 2015 bei etwa 94,5 Millionen Barrel bei einer Produktion von 96,3 Millionen Barrel. Die größten Verbraucher 2013 waren die USA (18,9 Millionen Barrel/Tag), die Volksrepublik China (10,8), Japan (4,6), Indien (3,7) und Russland (3,3). Deutschland war 2013 mit einem Tagesverbrauch von 2,38 Millionen Barrel der weltweit elftgrößte Verbraucher. (siehe Erdöl – Tabellen und Grafiken: Verbrauch für detaillierte Angaben).
Der Weltverbrauch steigt derzeit um 2 % pro Jahr an. Die Steigerung ist auf einen stark zunehmenden Ölverbrauch in den aufstrebenden Schwellenländern wie China, Indien oder Brasilien zurückzuführen. In den Industrieländern ist der Verbrauch dagegen trotz eines weiter wachsenden Bruttoinlandsprodukts seit langem rückläufig, d. h., die Ölabhängigkeit dieser Volkswirtschaften nimmt ab. Dennoch ist der Pro-Kopf-Verbrauch in den Industrieländern immer noch deutlich höher als in den Schwellenländern.

### Verbrauch in Deutschland
Im Jahr 2020 wurden in Deutschland 1,9 Millionen Tonnen Rohöl gefördert.
Der Anteil des aus deutschen Quellen gewonnenen Erdöls liegt bei etwa 2 % des Verbrauches, die ergiebigste Quelle ist dabei das Fördergebiet Mittelplate in Schleswig-Holstein.
Im Jahr 2020 importierte die Bundesrepublik 82,7 Millionen Tonnen Rohöl, 2021 waren es 81,4.
Wichtigster Lieferant im Jahr 2021 war mit 34,1 Prozent der Ölimporte war Russland, gefolgt von den USA mit 12,5 Prozent, Kasachstan 9,8 Prozent und Norwegen mit 9,8 Prozent. Mehr als 30 Länder lieferten Rohöl nach Deutschland.
Von den erzeugten Ölfertigprodukten wurden im Jahr 2007 wiederum 3,8 % unmittelbar von der Industrie als Energieträger verbraucht, 53,7 % beanspruchte der gesamte Verkehrssektor wie Straßenverkehr (Individualverkehr, Personen- und Frachttransport), Luftverkehr (Kerosin) und Binnenschifffahrt, 12 % nahm die Heizenergie für Endverbraucher in Anspruch, 4,9 % diejenige von Wirtschaftsunternehmen und öffentlichen Einrichtungen. 1,7 % benötigten Land- und Forstwirtschaft, 23,9 % schließlich gingen als Ausgangsstoffe in die chemische Weiterverarbeitung etwa zu Düngemitteln, Herbiziden, Schmierstoffen, zu Kunststoffen (z. B. Spritzgussprodukte, Gummiartikel, Schaumstoffe, Textilfasern), zu Farben, Lacken, Kosmetika, zu Lebensmittelzusatzstoffen, Medikamenten u. Ä.
Der Verbrauch an Ölfertigprodukten ist seit den 1990er-Jahren jährlich um etwa 1,5 % rückläufig, teils aufgrund fortschreitender Energieeinsparungen (vgl. Energieeinsparverordnung), teils wegen eines Wechsels zu Erdgas oder alternativen Energiequellen wie Biodiesel, Solarthermie, Holzpellets, Biogas und Geothermie.
Wertmäßig hingegen sind die Importe von Erdöl und Erdgas nach Deutschland allein im Jahr 2006 mit 67,8 Milliarden Euro nach vorläufigen Ergebnissen um mehr als ein Viertel (+28,4 %) gegenüber dem Vorjahr 2005 gestiegen, in der vorläufigen Spitze im Jahr 2008 waren es zuletzt 83 Milliarden Euro mit einem nochmaligen Zuwachs von +10 % gegenüber dem Vorjahr 2007.
Im gesamten Zeitraum 1995 bis 2008 wuchsen die Erdöl- und Erdgasimporte laut Statistischem Bundesamt von 14,44 Milliarden auf 82,26 Milliarden Euro an, mit einem Anteil von ursprünglich 4,3 %, jetzt 10 % an allen Importen.
Der wichtigste Erdöl- und Erdgaslieferant für Deutschland war 2009 nach vorläufigen Zahlen bis November mit einem Drittel (33,2 %) der Rohstoffimporte im Wert von 34,708 Milliarden Euro Russland. Es folgte Norwegen, dessen Erdöl- und Erdgaslieferungen in Höhe von 14,220 Milliarden Euro 14 % der Importe entsprachen. Das drittwichtigste Lieferland für Deutschland war das Vereinigte Königreich mit Lieferungen im Wert von 10,636 Milliarden Euro, die einen Anteil von 10 % an den gesamten deutschen Erdöl- und Erdgasimporten ausmachten. Angesichts der bis 2014 um 590 auf 980 Kilobarrel/Tag verfallenden Fördermengen des Nordseeöls dürfte dieser Platz in den nächsten Jahren an Libyen abgetreten werden.

## Raffinerien
Die erste Erdölraffinerie entstand 1859. Die Erdölpreise sanken deutlich und die Zahl der Raffinerien nahm zu. Leuchtöle, besonders Petroleum, ermöglichten neue Lichtquellen.
Nach der Einführung des elektrischen Lichts war Erdöl zunächst nicht mehr attraktiv, doch bald nach der Entwicklung des Automobils setzte die Familie Rockefeller als Mitbegründerin der Standard Oil Company die Verwendung des Erdölprodukts Benzin als Ottokraftstoff durch, statt des von Henry Ford zunächst vorgesehenen Ethanols.
In der Erdölraffinerie wird das Erdöl in seine unterschiedlichen Bestandteile wie leichtes und schweres Heizöl, Kerosin sowie Benzin unter anderem in Destillationskolonnen aufgespalten. In weiteren Schritten können aus dem Erdöl die verschiedensten Alkane und Alkene erzeugt werden.

## Petrochemie
| Vereinfachtes Schema der Erdölaufarbeitung |                 |
| Rohstoff                                   | Zwischenprodukt |
| Prozess                                    | Produkt         |

In der chemischen Industrie nimmt das Erdöl eine bedeutende Stellung ein. Die meisten chemischen Erzeugnisse lassen sich aus ca. 300 Grundchemikalien aufbauen. Diese Molekülverbindungen werden heute zu ca. 90 % aus Erdöl und Erdgas gewonnen. Zu diesen gehören: Ethen, Propen, 1,3-Butadien, Benzol, Toluol, o-Xylol, p-Xylol (diese stellen den größten Anteil dar).
Aus der weltweiten Fördermenge des Erdöls werden ca. 6–7 % für die chemischen Produktstammbäume verwendet, der weitaus größere Anteil wird einfach in Kraftwerken und Motoren verbrannt. Die Wichtigkeit dieser Erdölerzeugnisse liegt auf der Hand: Gibt es kein Erdöl mehr, müssen diese Grundchemikalien über komplizierte und kostenintensive Verfahren mit hohem Energiebedarf hergestellt werden.
Aus Erdöl kann fast jedes chemische Erzeugnis produziert werden. Dazu gehören Farben und Lacke, Arzneimittel, Wasch- und Reinigungsmittel, um nur einige zu nennen.
|      |      |      |      |                   |                   |                   |                   |                              |                              |                              |                              |                              |                              |  |  | Erdöl              |                    |                    |                    |                    |                    |  |  |                         |                         |                         |                         |                         |                         |           |           |                     |                     |                     |                     |                     |                     |  |  |                                               |                                               |                                               |                                               |                                               |                                               |  |  |  |  |  |  |  |  |  |  |  |  |  |  |  |  |  |  |  |  |  |  |  |  |
|      |      |      |      |                   |                   |                   |                   |                              |                              |                              |                              |                              |                              |  |  |                    |                    |                    |                    |                    |                    |  |  |                         |                         |                         |                         |                         |                         |           |           |                     |                     |                     |                     |                     |                     |  |  |                                               |                                               |                                               |                                               |                                               |                                               |  |  |  |  |  |  |  |  |  |  |  |  |  |  |  |  |  |  |  |  |  |  |  |  |
|      |      |      |      |                   |                   |                   |                   |                              |                              |                              |                              |                              |                              |  |  | (Erdölraffinerie)  |                    |                    |                    |                    |                    |  |  |                         |                         |                         |                         |                         |                         |           |           |                     |                     |                     |                     |                     |                     |  |  |                                               |                                               |                                               |                                               |                                               |                                               |  |  |  |  |  |  |  |  |  |  |  |  |  |  |  |  |  |  |  |  |  |  |  |  |
|      |      |      |      |                   |                   |                   |                   |                              |                              |                              |                              |                              |                              |  |  |                    |                    |                    |                    |                    |                    |  |  |                         |                         |                         |                         |                         |                         |           |           |                     |                     |                     |                     |                     |                     |  |  | → steigender Siedepunkt →                     |                                               |                                               |                                               |                                               |                                               |  |  |  |  |  |  |  |  |  |  |  |  |  |  |  |  |  |  |  |  |  |  |  |  |
|      |      |      |      |                   |                   |                   |                   |                              |                              |                              |                              |                              |                              |  |  |                    |                    |                    |                    |                    |                    |  |  |                         |                         |                         |                         |                         |                         |           |           |                     |                     |                     |                     |                     |                     |  |  |                                               |                                               |                                               |                                               |                                               |                                               |  |  |  |  |  |  |  |  |  |  |  |  |  |  |  |  |  |  |  |  |  |  |  |  |
|      |      |      |      |                   |                   |                   |                   |                              |                              |                              |                              |                              |                              |  |  |                    |                    |                    |                    |                    |                    |  |  |                         |                         |                         |                         |                         |                         |           |           |                     |                     |                     |                     |                     |                     |  |  |                                               |                                               |                                               |                                               |                                               |                                               |  |  |  |  |  |  |  |  |  |  |  |  |  |  |  |  |  |  |  |  |  |  |  |  |
| Gase | Gase | Gase | Gase | Gase              | Gase              |                   |                   | Naphtha                      | Naphtha                      | Naphtha                      | Naphtha                      | Naphtha                      | Naphtha                      |  |  | Kerosin, Petroleum | Kerosin, Petroleum | Kerosin, Petroleum | Kerosin, Petroleum | Kerosin, Petroleum | Kerosin, Petroleum |  |  | Gasöl                   | Gasöl                   | Gasöl                   | Gasöl                   | Gasöl                   | Gasöl                   |           |           | Vakuumgasöl         | Vakuumgasöl         | Vakuumgasöl         | Vakuumgasöl         | Vakuumgasöl         | Vakuumgasöl         |  |  | Vakuumrückstand                               | Vakuumrückstand                               | Vakuumrückstand                               | Vakuumrückstand                               | Vakuumrückstand                               | Vakuumrückstand                               |  |  |  |  |  |  |  |  |  |  |  |  |  |  |  |  |  |  |  |  |  |  |  |  |
| Gase | Gase | Gase | Gase | Gase              | Gase              |                   |                   | Naphtha                      | Naphtha                      | Naphtha                      | Naphtha                      | Naphtha                      | Naphtha                      |  |  | Kerosin, Petroleum | Kerosin, Petroleum | Kerosin, Petroleum | Kerosin, Petroleum | Kerosin, Petroleum | Kerosin, Petroleum |  |  | Gasöl                   | Gasöl                   | Gasöl                   | Gasöl                   | Gasöl                   | Gasöl                   |           |           | Vakuumgasöl         | Vakuumgasöl         | Vakuumgasöl         | Vakuumgasöl         | Vakuumgasöl         | Vakuumgasöl         |  |  | Vakuumrückstand                               | Vakuumrückstand                               | Vakuumrückstand                               | Vakuumrückstand                               | Vakuumrückstand                               | Vakuumrückstand                               |  |  |  |  |  |  |  |  |  |  |  |  |  |  |  |  |  |  |  |  |  |  |  |  |
|      |      |      |      |                   |                   |                   |                   |                              |                              |                              |                              |                              |                              |  |  |                    |                    |                    |                    |                    |                    |  |  |                         |                         |                         |                         |                         |                         |           |           |                     |                     |                     |                     |                     |                     |  |  |                                               |                                               |                                               |                                               |                                               |                                               |  |  |  |  |  |  |  |  |  |  |  |  |  |  |  |  |  |  |  |  |  |  |  |  |
|      |      |      |      |                   |                   |                   |                   | Benzin, AvGas („Flugbenzin“) | Benzin, AvGas („Flugbenzin“) | Benzin, AvGas („Flugbenzin“) | Benzin, AvGas („Flugbenzin“) | Benzin, AvGas („Flugbenzin“) | Benzin, AvGas („Flugbenzin“) |  |  |                    |                    |                    |                    |                    |                    |  |  | Diesel, leichtes Heizöl | Diesel, leichtes Heizöl | Diesel, leichtes Heizöl | Diesel, leichtes Heizöl | Diesel, leichtes Heizöl | Diesel, leichtes Heizöl |           |           | Schmieröle, Tenside | Schmieröle, Tenside | Schmieröle, Tenside | Schmieröle, Tenside | Schmieröle, Tenside | Schmieröle, Tenside |  |  | schweres Heizöl, Schweröl, Bitumen, Koks, Ruß | schweres Heizöl, Schweröl, Bitumen, Koks, Ruß | schweres Heizöl, Schweröl, Bitumen, Koks, Ruß | schweres Heizöl, Schweröl, Bitumen, Koks, Ruß | schweres Heizöl, Schweröl, Bitumen, Koks, Ruß | schweres Heizöl, Schweröl, Bitumen, Koks, Ruß |  |  |  |  |  |  |  |  |  |  |  |  |  |  |  |  |  |  |  |  |  |  |  |  |
|      |      |      |      |                   |                   |                   |                   | Benzin, AvGas („Flugbenzin“) | Benzin, AvGas („Flugbenzin“) | Benzin, AvGas („Flugbenzin“) | Benzin, AvGas („Flugbenzin“) | Benzin, AvGas („Flugbenzin“) | Benzin, AvGas („Flugbenzin“) |  |  |                    |                    |                    |                    |                    |                    |  |  | Diesel, leichtes Heizöl | Diesel, leichtes Heizöl | Diesel, leichtes Heizöl | Diesel, leichtes Heizöl | Diesel, leichtes Heizöl | Diesel, leichtes Heizöl |           |           | Schmieröle, Tenside | Schmieröle, Tenside | Schmieröle, Tenside | Schmieröle, Tenside | Schmieröle, Tenside | Schmieröle, Tenside |  |  | schweres Heizöl, Schweröl, Bitumen, Koks, Ruß | schweres Heizöl, Schweröl, Bitumen, Koks, Ruß | schweres Heizöl, Schweröl, Bitumen, Koks, Ruß | schweres Heizöl, Schweröl, Bitumen, Koks, Ruß | schweres Heizöl, Schweröl, Bitumen, Koks, Ruß | schweres Heizöl, Schweröl, Bitumen, Koks, Ruß |  |  |  |  |  |  |  |  |  |  |  |  |  |  |  |  |  |  |  |  |  |  |  |  |
|      |      |      |      | (Steamcracken)    | (Steamcracken)    | (Steamcracken)    | (Steamcracken)    | (Steamcracken)               | (Steamcracken)               |                              |                              |                              |                              |  |  |                    |                    |                    |                    |                    |                    |  |  |                         |                         |                         |                         | (Cracken)               | (Cracken)               | (Cracken) | (Cracken) | (Cracken)           | (Cracken)           |                     |                     |                     |                     |  |  |                                               |                                               |                                               |                                               |                                               |                                               |  |  |  |  |  |  |  |  |  |  |  |  |  |  |  |  |  |  |  |  |  |  |  |  |
|      |      |      |      | (Steamcracken)    | (Steamcracken)    | (Steamcracken)    | (Steamcracken)    | (Steamcracken)               | (Steamcracken)               |                              |                              |                              |                              |  |  |                    |                    |                    |                    |                    |                    |  |  |                         |                         |                         |                         | (Cracken)               | (Cracken)               | (Cracken) | (Cracken) | (Cracken)           | (Cracken)           |                     |                     |                     |                     |  |  |                                               |                                               |                                               |                                               |                                               |                                               |  |  |  |  |  |  |  |  |  |  |  |  |  |  |  |  |  |  |  |  |  |  |  |  |
|      |      |      |      | Olefine, Aromaten | Olefine, Aromaten | Olefine, Aromaten | Olefine, Aromaten | Olefine, Aromaten            | Olefine, Aromaten            |                              |                              |                              |                              |  |  |                    |                    |                    |                    |                    |                    |  |  |                         |                         |                         |                         | Benzin                  | Benzin                  | Benzin    | Benzin    | Benzin              | Benzin              |                     |                     |                     |                     |  |  |                                               |                                               |                                               |                                               |                                               |                                               |  |  |  |  |  |  |  |  |  |  |  |  |  |  |  |  |  |  |  |  |  |  |  |  |
|      |      |      |      | Olefine, Aromaten | Olefine, Aromaten | Olefine, Aromaten | Olefine, Aromaten | Olefine, Aromaten            | Olefine, Aromaten            |                              |                              |                              |                              |  |  |                    |                    |                    |                    |                    |                    |  |  |                         |                         |                         |                         | Benzin                  | Benzin                  | Benzin    | Benzin    | Benzin              | Benzin              |                     |                     |                     |                     |  |  |                                               |                                               |                                               |                                               |                                               |                                               |  |  |  |  |  |  |  |  |  |  |  |  |  |  |  |  |  |  |  |  |  |  |  |  |
|      |      |      |      | (Reaktionen)      |                   |                   |                   |                              |                              |                              |                              |                              |                              |  |  |                    |                    |                    |                    |                    |                    |  |  |                         |                         |                         |                         |                         |                         |           |           |                     |                     |                     |                     |                     |                     |  |  |                                               |                                               |                                               |                                               |                                               |                                               |  |  |  |  |  |  |  |  |  |  |  |  |  |  |  |  |  |  |  |  |  |  |  |  |
|      |      |      |      |                   |                   |                   |                   |                              |                              |                              |                              |                              |                              |  |  |                    |                    |                    |                    |                    |                    |  |  |                         |                         |                         |                         |                         |                         |           |           |                     |                     |                     |                     |                     |                     |  |  |                                               |                                               |                                               |                                               |                                               |                                               |  |  |  |  |  |  |  |  |  |  |  |  |  |  |  |  |  |  |  |  |  |  |  |  |
|      |      |      |      | Monomere          |                   |                   |                   |                              |                              |                              |                              |                              |                              |  |  |                    |                    |                    |                    |                    |                    |  |  |                         |                         |                         |                         |                         |                         |           |           |                     |                     |                     |                     |                     |                     |  |  |                                               |                                               |                                               |                                               |                                               |                                               |  |  |  |  |  |  |  |  |  |  |  |  |  |  |  |  |  |  |  |  |  |  |  |  |
|      |      |      |      |                   |                   |                   |                   |                              |                              |                              |                              |                              |                              |  |  |                    |                    |                    |                    |                    |                    |  |  |                         |                         |                         |                         |                         |                         |           |           |                     |                     |                     |                     |                     |                     |  |  |                                               |                                               |                                               |                                               |                                               |                                               |  |  |  |  |  |  |  |  |  |  |  |  |  |  |  |  |  |  |  |  |  |  |  |  |
|      |      |      |      | (Polymerisation)  |                   |                   |                   |                              |                              |                              |                              |                              |                              |  |  |                    |                    |                    |                    |                    |                    |  |  |                         |                         |                         |                         |                         |                         |           |           |                     |                     |                     |                     |                     |                     |  |  |                                               |                                               |                                               |                                               |                                               |                                               |  |  |  |  |  |  |  |  |  |  |  |  |  |  |  |  |  |  |  |  |  |  |  |  |
|      |      |      |      |                   |                   |                   |                   |                              |                              |                              |                              |                              |                              |  |  |                    |                    |                    |                    |                    |                    |  |  |                         |                         |                         |                         |                         |                         |           |           |                     |                     |                     |                     |                     |                     |  |  |                                               |                                               |                                               |                                               |                                               |                                               |  |  |  |  |  |  |  |  |  |  |  |  |  |  |  |  |  |  |  |  |  |  |  |  |
|      |      |      |      | Kunststoffe       |                   |                   |                   |                              |                              |                              |                              |                              |                              |  |  |                    |                    |                    |                    |                    |                    |  |  |                         |                         |                         |                         |                         |                         |           |           |                     |                     |                     |                     |                     |                     |  |  |                                               |                                               |                                               |                                               |                                               |                                               |  |  |  |  |  |  |  |  |  |  |  |  |  |  |  |  |  |  |  |  |  |  |  |  |

### Zusammensetzung, Eigenschaften und Klassifizierung

#### Allgemeines
| Kohlenstoff | 83–87 %    |
| Wasserstoff | 10–14 %    |
| Stickstoff  | 0,1–2 %    |
| Sauerstoff  | 0,1–1,5 %  |
| Schwefel    | 0,5–6 %    |
| Metalle     | < 1000 ppm |

Erdöl ist hauptsächlich ein Gemisch vieler Kohlenwasserstoffe. Die am häufigsten vertretenen Kohlenwasserstoffe sind dabei lineare oder verzweigte Alkane (Paraffine), Cycloalkane (Naphthene) und Aromaten. Jedes Erdöl hat je nach Fundort eine spezielle chemische Zusammensetzung, die auch die physikalischen Eigenschaften wie Farbe und Viskosität bestimmt.
Farbe und Konsistenz variieren von transparent und dünnflüssig bis tiefschwarz und dickflüssig. Erdöl hat auf Grund von darin enthaltenen Schwefelverbindungen einen charakteristischen Geruch, der zwischen angenehm und widerlich-abstoßend wechseln kann. Farbe, Konsistenz und Geruch sind sehr stark von der geographischen Herkunft des Erdöls abhängig. Manche Erdölsorten fluoreszieren unter ultraviolettem Licht auf Grund von unterschiedlichen Beistoffen, wie Chinone oder Polyaromaten.
Unraffiniertes Erdöl (Rohöl) ist mit mehr als 17.000 Bestandteilen eine sehr komplexe Mischung von organischen Stoffen, die natürlicherweise auf der Erde vorkommen. Neben den reinen Kohlenwasserstoffen sind noch Kohlenstoffverbindungen, die Heteroatome wie Stickstoff (Amine, Porphyrine), Schwefel (Thiole, Thioether) oder Sauerstoff (Alkohole, Chinone) enthalten, Bestandteil des Erdöls. Daneben finden sich Metalle wie Eisen, Kupfer, Vanadium und Nickel. Der Anteil der reinen Kohlenwasserstoffe variiert erheblich. Er kann zwischen 97 % und 50 % bei Schwerölen und Bitumen liegen.

#### Gehalt an leichtflüchtigen Verbindungen
In der Erdölindustrie und -geologie wird unterschieden zwischen „leichtem“ Rohöl (engl. light crude oil) mit relativ hohem Anteil an leichtflüchtigen niedermolekularen Kohlenwasserstoffen und „schwerem“ Rohöl (engl. heavy crude oil) mit relativ hohem Anteil an schwerer flüchtigen niedermolekularen Kohlenwasserstoffen sowie schwerflüchtigen hochmolekularen organischen Verbindungen (Harze, Wachse, Asphaltene). Die Bezeichnungen „leicht“ und „schwer“ beziehen sich dabei auf das spezifische Gewicht bzw. die Dichte des Rohöls, die mit sinkendem Anteil an leichtflüchtigen Kohlenwasserstoffen jeweils zunehmen. Als Maß für die Dichte einer Rohölsorte wird oft der sogenannte API-Grad angegeben, der sich unter anderem aus der relativen Dichte des Öls im Verhältnis zu Wasser berechnet.
Das Verhältnis zwischen leicht- und schwerflüchtigen Verbindungen ist zudem verantwortlich für Farbe und Viskosität des Rohöls: je höher der Anteil an leichtflüchtigen Verbindungen, desto heller und geringviskoser das Öl.
Zu den „leichten“ Rohölsorten zählen West Texas Intermediate (WTI) sowie das Nordseeöl Brent (jeweils ca. 35 bis 40 °API), eine schwere Rohölsorte ist Merey aus Venezuela (16 °API). Bei Rohölen mit weniger als 10 °API spricht man allgemein von Asphalt (siehe auch → Ölsand).

#### Schwefelgehalt
Schwefelarmes Rohöl wird „süß“ genannt (engl. sweet crude oil, u. a. die Sorte Brent), schwefelreiches „sauer“ (engl. sour crude oil, u. a. die im Golf von Mexiko geförderten Sorten Mars und Poseidon). Der im Rohöl und in den Raffinationsprodukten enthaltene Schwefel wird durch Verbrennung zum Gas Schwefeldioxid (SO2) oxidiert, das zu einem geringen Teil durch Reaktion mit Luftsauerstoff, katalysiert durch atmosphärischen Staub, in Schwefeltrioxid (SO3) umgewandelt wird. Schwefeldioxid und Schwefeltrioxid verbinden sich mit atmosphärischem Wasser zu schwefliger Säure (H2SO3) bzw. zu Schwefelsäure (H2SO4), die verdünnt im übrigen atmosphärischen Wasser, als sogenannter saurer Regen niedergehen und verschiedene ökologische und bautechnische Probleme verursachen.
Um den Ausstoß von Schwefeldioxid in die Atmosphäre zu reduzieren, wurden ab etwa 1980 vereinzelt und ab etwa 2000 flächendeckend, aus Erdöl gewonnene Brennstoffe entschwefelt. Schweröl, das als Treibstoff auf Hochseeschiffen genutzt wird, war anfangs noch davon ausgenommen. Der bei der Entschwefelung gewonnene Schwefel ersetzt als Grundstoff für die chemische Industrie kostengünstig den durch Bergbau gewonnenen mineralischen Schwefel. Alternativ zur direkten Entschwefelung von Erdöl wird insbesondere in kohle- und ölbefeuerten Kraftwerken das Rauchgas gewaschen und durch Einblasen von Kalkstaub (CaCO3) Gipspulver (CaSO4) erzeugt, das technisch weiterverwendet werden kann (siehe → Rauchgasentschwefelung).

## Subventionen
Laut einer Studie des britischen Overseas-Development-Instituts subventionieren die führenden Industrie- und Schwellenländer die Erkundung von Ölvorkommen mit 71 Milliarden Euro pro Jahr – und untergraben damit ihre eigene Klimapolitik.

## Erdölausstieg
Aufgrund verschiedener Umweltprobleme, die aus der Förderung von Erdöl sowie der Nutzung und Verbrennung von Erdölprodukten erwachsen (Förderunfälle, Pipelineleckagen, Tankerunfälle, Plastikmüll, Klimawandel – bei der Verbrennung eines Barrels des fossilen Energieträgers Erdöl entstehen ca. 480 kg des Treibhausgases Kohlendioxid, das als Hauptverursacher der globalen Erwärmung gilt) fordern verschiedene Organisationen, die Nutzung von Erdöl als Rohstoff einzuschränken oder sogar ganz einzustellen. Für die Bestrebungen eines Staates, völlig unabhängig von Erdöl zu werden, wird die Bezeichnung Erdölausstieg verwendet.
Im Zuge des allmählich stattfindenden globalen Umdenkens in dieser Hinsicht setzte die Familie Rockefeller, deren Vermögen in erster Linie auf die Förderung von Erdöl im frühen 20. Jahrhundert zurückgeht, im März 2016 ein Zeichen: Sie trennte sich von ihren Anteilen an Firmen, die ihr Geschäft mit fossilen Brennstoffen machen. Insbesondere trennten sich die Rockefellers von ihren Anteilen am Erdölkonzern ExxonMobil.